# Živorodé ryby
Živorodé ryby, slangově živorodky rodí živá mláďata. Patří mezi tvory živorodé, tedy viviparní. Vědci mezi clživorodé ryby řadí také druhy vejcoživorodé, tedy ovoviviparní ryby. Princip rozmnožování u těchto ryb je, že vajíčka (jikry) jsou oplodněna v těle samičky a následně, v různém stupni vývoje, z těla vypuzena. Do této skupiny patří druhy ryb, kdy samička porodí živého jedince, nikoliv embryo (jikru) ve stádiu vývoje. Skupina ryb vejcoživorodých se též nazývá pseudoviviparními.
Skupina těchto ryb je rozdělena do 4 čeledí, s 89 rody a celkem 499 druhy ryb. V posledních 10 letech bylo objeveno a popsáno několik druhů ryb:
- 2010: Gambusia zarskei, Poecilia sarrafae;[2][3]
- 2011: Poecilia hondurensis, Priapella lacandonae, Poecilia waiapi;[4][5][6]
- 2012: Gambusia quadruncus, Nomorhamphus rex;[7][8]
- 2013: Hemirhamphodon byssus, Hemirhamphodon kecil, Hemirhamphodon sesamum, Jenynsia luxata, Poecilia kempkesi;[9][10][11][12][13]
- 2014: Nomorhamphus lanceolatus, Nomorhamphus sagittarius.[14][15]

## Čeleď živorodkovití
Říše: živočichové (Animalia); kmen: strunatci (Chordata); třída: paprskoploutví (Actinopterygii); řád: halančíkovci (Cyprinodontiformes).
- čeled Poeciliidae Bonaparte, 1831 – česky živorodkovití[16][17][18][19]
  - rod Alfaro Meek, 1912 – alfaro

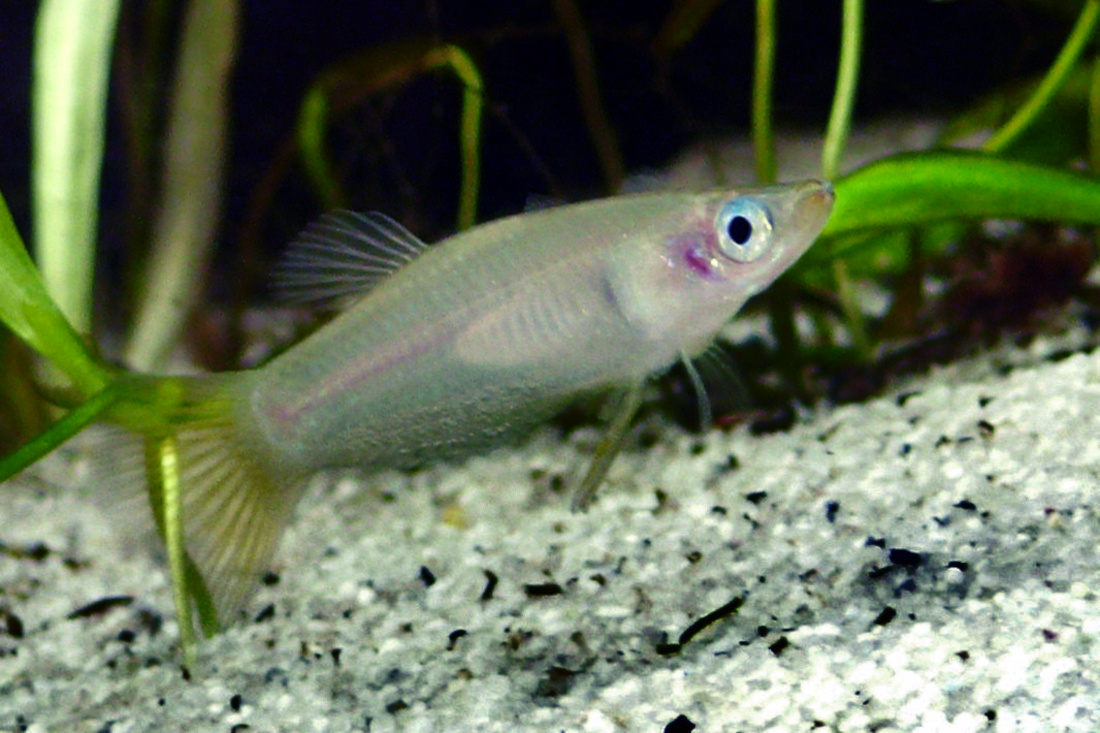
Afaro ostrobřiché, také známé jako živorodka ostrobřichá

    - Afaro ostrobřiché, také známé jako živorodka ostrobřichádruh Alfaro cultratus Regan, 1908 – alfaro ostrobřiché
    - druh Alfaro huberi Fowler, 1923 – alfaro Huberovo

  - rod Aplocheilichthys Bleeker, 1863 – štikovec
    - druh Aplocheilichthys antinorii Vinciguerra, 1883 – zářnoočko černé
    - druh Aplocheilichthys centralis Seegers, 1996 – zářnoočko středoafrické
    - druh Aplocheilichthys eduardensis David & Poll, 1937
    - druh Aplocheilichthys fuelleborni Ahl, 1924 – zářnoočko Füllebornovo
    - druh Aplocheilichthys hutereaui Boulenger, 1913 – zářnoočko síťované
    - druh Aplocheilichthys johnstoni Günther, 1894 – zářnoočko Johnstonovo
    - druh Aplocheilichthys katangae Boulenger, 1912 – zářnoočko katanžské
    - druh Aplocheilichthys luluae, Fowler, 1930
    - druh Aplocheilichthys macrurus Boulenger, 1904 – zářnoočko velkoocasé
    - druh Aplocheilichthys mahagiensis David & Poll, 1937 – zářnoočko mahagijské
    - druh Aplocheilichthys pfefferi, Ahl, 1924
    - druh Aplocheilichthys schalleri, Scheel & Radda, 1974
    - druh Aplocheilichthys spilauchen Duméril, 1861 – zářnoočko příčnopruhé
    - druh Aplocheilichthys terofali, Berkenkamp & Etzel, 1981
    - druh Aplocheilichthys vanderbilti, Fowler, 1936

  - rod Belonesox Kner, 1860 – štička

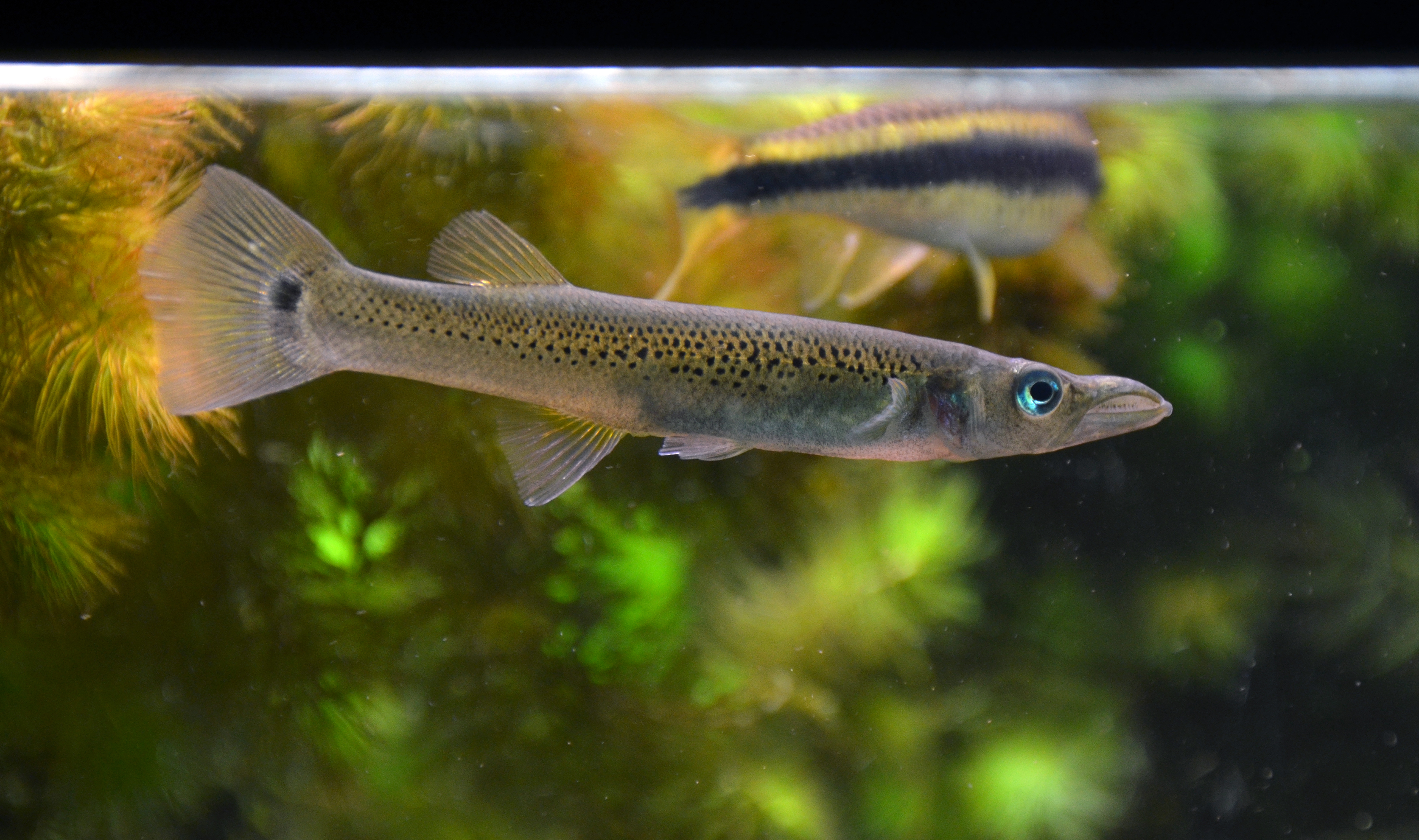
Štička živorodá

    - Štička živorodádruh Belonesox belizanus Kner, 1860 – štička živorodá

  - rod Brachyrhaphis Regan, 1913 – gambusenka
    - druh Brachyrhaphis cascajalensis Meek & Hildebrand, 1913 – gambusenka panamská
    - druh Brachyrhaphis episcopi Steindachner, 1878 – gambusenka síťovaná
    - druh Brachyrhaphis hartwegi Rosen & Bailey, 1963 – gambusenka Hartwegova
    - druh Brachyrhaphis hessfeldi Meyer & Etzel, 2001 – gambusenka Hessfeldova
    - druh Brachyrhaphis holdridgei Bussing, 1967 – gambusenka Holdridgeova
    - druh Brachyrhaphis olomina Meek, 1914 – živorodka zdobená
    - druh Brachyrhaphis parismina Meek, 1912 – gambusenka šedá
    - druh Brachyrhaphis punctifer Hubbs, 1926 – gambusenka tečkovaná
    - druh Brachyrhaphis rhabdophora Regan, 1908 – gambusenka zdobená
    - druh Brachyrhaphis roseni Bussing, 1988 – gambusenka Rosenova
    - druh Brachyrhaphis roswithae Meyer & Etzel, 1998 – gambusenka červenavá
    - druh Brachyrhaphis terrabensis Regan, 1907 – gambusenka křivočará

  - rod Carlhubbsia Whitley, 1951 – hubsie
    - druh Carlhubbsia kidderi Hubbs, 1936 – hubsie mexická
    - druh Carlhubbsia stuarti Rosen & Bailey, 1959 – hubsie Stuartova

  - rod Cnesterodon Garman, 1895 – ostrozubka
    - druh Cnesterodon brevirostratus Rosa & Costa, 1993 – ostrozubka tuponosá
    - druh Cnesterodon carnegiei Haseman, 1911 – ostrozubka CarnegiovaOstrozubka desetiskvrnná

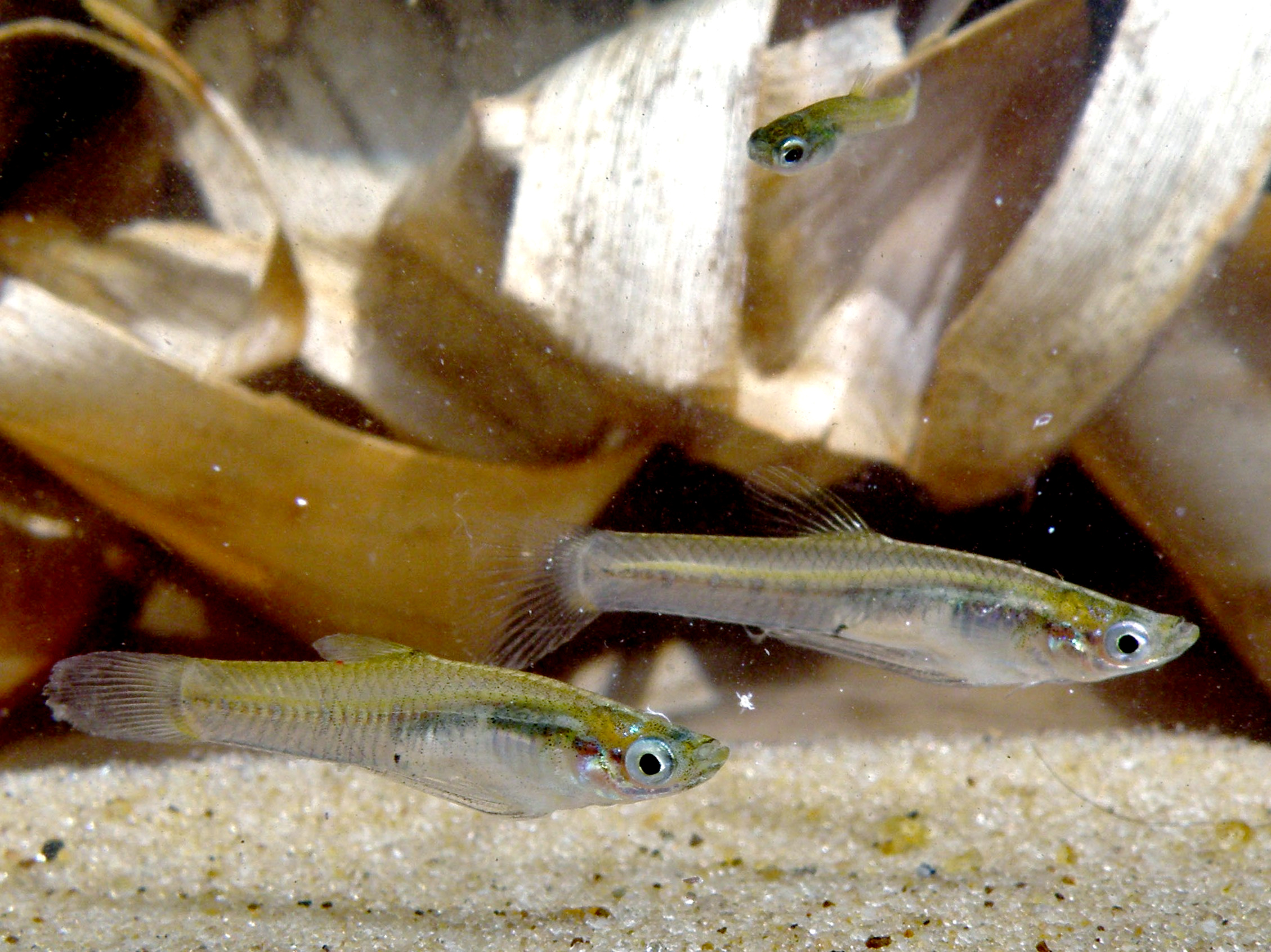
Ostrozubka desetiskvrnná

    - druh Cnesterodon decemmaculatus Jenyns, 1842 – ostrozubka desetiskvrnná
    - druh Cnesterodon holopteros Lucinda, Litz & Recuero, 2006 – ostrozubka průsvitná
    - druh Cnesterodon hypselurus Lucinda & Garavello, 2001 – ostrozubka siladská
    - druh Cnesterodon iguape Lucinda, 2005 – ostrozubka říční
    - druh Cnesterodon omorgmatos Lucinda & Garavello, 2001 – ostrozubka pětiskvrnná
    - druh Cnesterodon pirai Aguilera, Mirande & Azpelicueta, 2009 – ostrozubka argentinská
    - druh Cnesterodon raddai Meyer & Etzel, 2001 – ostrozubka štíhlá
    - druh Cnesterodon septentrionalis Rosa & Costa, 1993 – ostrozubka sedmipruhá

  - rod Cynopanchax Ahl, 1928 – štikovec
  - rod Fluviphylax Whitley, 1965 – zářnoočko
    - druh Fluviphylax obscurus Costa, 1996 – zářnoočko tajemné
    - druh Fluviphylax palikur Costa & Le Bail, 1999 – zářnoočko palikur
    - druh Fluviphylax pygmaeus Myers & Carvalho, 1955 – zářnoočko trpasličí
    - druh Fluviphylax simplex Costa, 1996 – zářnoočko prosté
    - druh Fluviphylax zonatus Costa, 1996 – zářnoočko amazonské

  - rod Gambusia Poey, 1854 – gambusie

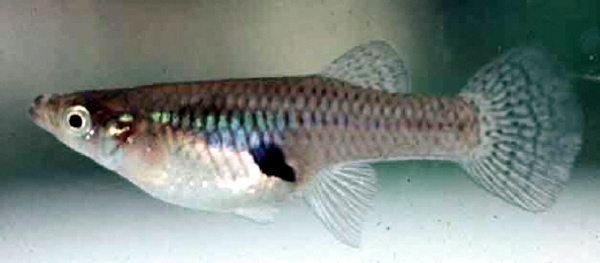
Gambusie komáří

    - Gambusie komářídruh Gambusia affinis Baird & Girard, 1853 – gambusie komáří
    - druh Gambusia alvarezi Hubbs & Springer, 1957 – gambusie Alvarezova
    - druh Gambusia amistadensis Peden, 1973 – gambusie amistadská[pozn. 1]
    - druh Gambusia atrora Rosen & Bailey, 1963 – gambusie tmavá
    - druh Gambusia aurata Miller & Minckley, 1970 – gambusie zlatá
    - druh Gambusia baracoana Rivas, 1944 – gambusie baracoanská
    - druh Gambusia beebei Myers, 1935 – gambusie jezerní
    - druh Gambusia bucheri Rivas, 1944 – gambusie Bucherova
    - druh Gambusia clarkhubbsi Garrett & Edwards, 2003 – gambusie Hubbsova
    - druh Gambusia dominicensis Regan, 1913 – gambusie dominikánská
    - druh Gambusia echeagarayi Álvarez, 1952 – gambusie šedá
    - druh Gambusia eurystoma Miller, 1975 – gambusie širokotlamá
    - druh Gambusia gaigei Hubbs, 1929 – gambusie lesklá
    - druh Gambusia geiseri Hubbs & Hubbs, 1957 – gambusie Geiserova
    - druh Gambusia georgei Hubbs & Peden, 1969[pozn. 1] – gambusie bahenní
    - druh Gambusia heterochir Hubbs, 1957 – gambusie potoční
    - druh Gambusia hispaniolae Fink, 1971 – gambusie hispaniolská

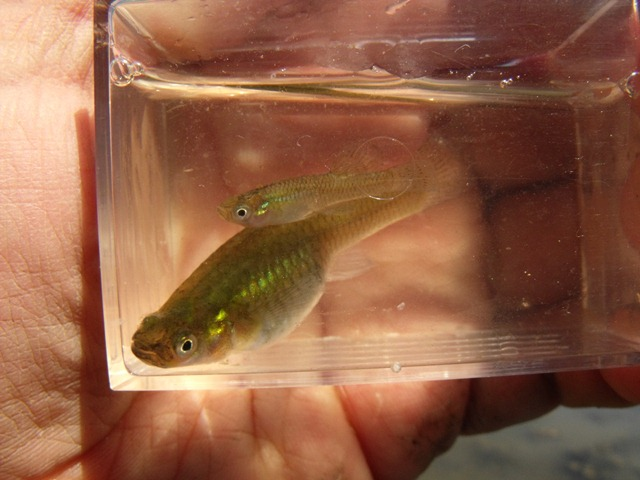
Gambusie Holbrookova

    - Gambusie Holbrookovadruh Gambusia holbrooki Girard, 1859 – gambusie Holbrookova
    - druh Gambusia hurtadoi Hubbs & Springer, 1957 – gambusie Hurtadova
    - druh Gambusia krumholzi Minckley, 1963 – gambusie Krumholzova
    - druh Gambusia lemaitrei Fowler, 1950 – gambusie kolumbijská
    - druh Gambusia longispinis Minckley, 1962 – gambusie dlouhotrná
    - druh Gambusia luma Rosen & Bailey, 1963 – gambusie alfarová
    - druh Gambusia manni Hubbs, 1927 – gambusie bahamská
    - druh Gambusia marshi Minckley & Craddock, 1962 – gambusie Marshova
    - druh Gambusia melapleura Gosse, 1851 – gambusie černoploutvá
    - druh Gambusia monticola Rivas, 1971 – gambusie horská
    - druh Gambusia myersi Ahl, 1925 – gambusie mexická
    - druh Gambusia nicaraguensis Günther, 1866 – gambusie nikaragujská
    - druh Gambusia nobilis Baird & Girard, 1853 – gambusie texaská
    - druh Gambusia panuco Hubbs, 1926 – gambusie panuko
    - druh Gambusia pseudopunctata Rivas, 1969 – gambusie grošovaná
    - druh Gambusia punctata Poey, 1854 – gambusie skvrnitá
    - druh Gambusia puncticulata Poey, 1854 – gambusie tečkovaná
    - druh Gambusia quadruncus Langerhans, 2012
    - druh Gambusia regani Hubbs, 1926 – gambusie Reganova
    - druh Gambusia rhizophorae Rivas, 1969 – gambusie pobřežní
    - druh Gambusia senilis Girard, 1859 – gambusie drobná
    - druh Gambusia sexradiata Hubbs, 1936 – gambusie šestipruhá
    - druh Gambusia speciosa Girard, 1859 – gambusie modravá
    - druh Gambusia vittata Hubbs, 1926 – gambusie černopruhá
    - druh Gambusia wrayi Regan, 1913 – gambusie Wrayova
    - druh Gambusia xanthosoma Greenfield, 1983 – gambusie kajmanská
    - druh Gambusia yucatana Regan, 1914 – gambusie yucatanská
    - druh Gambusia zarskei Schories, Meyer & Schartl, 2010

  - rod Girardinus Poey, 1854 – žirardinka
    - druh Girardinus creolus Garman, 1895 – žirardinka kreolská
    - druh Girardinus cubensis Eigenmann, 1903 – žirardinka kubánská
    - druh Girardinus denticulatus Garman, 1895 – žirardinka zoubkatá
    - druh Girardinus falcatus Eigenmann, 1903 – žirardinka okatá
    - druh Girardinus metallicus Poey, 1854 – žirardinka leskláŽirardinka lesklá

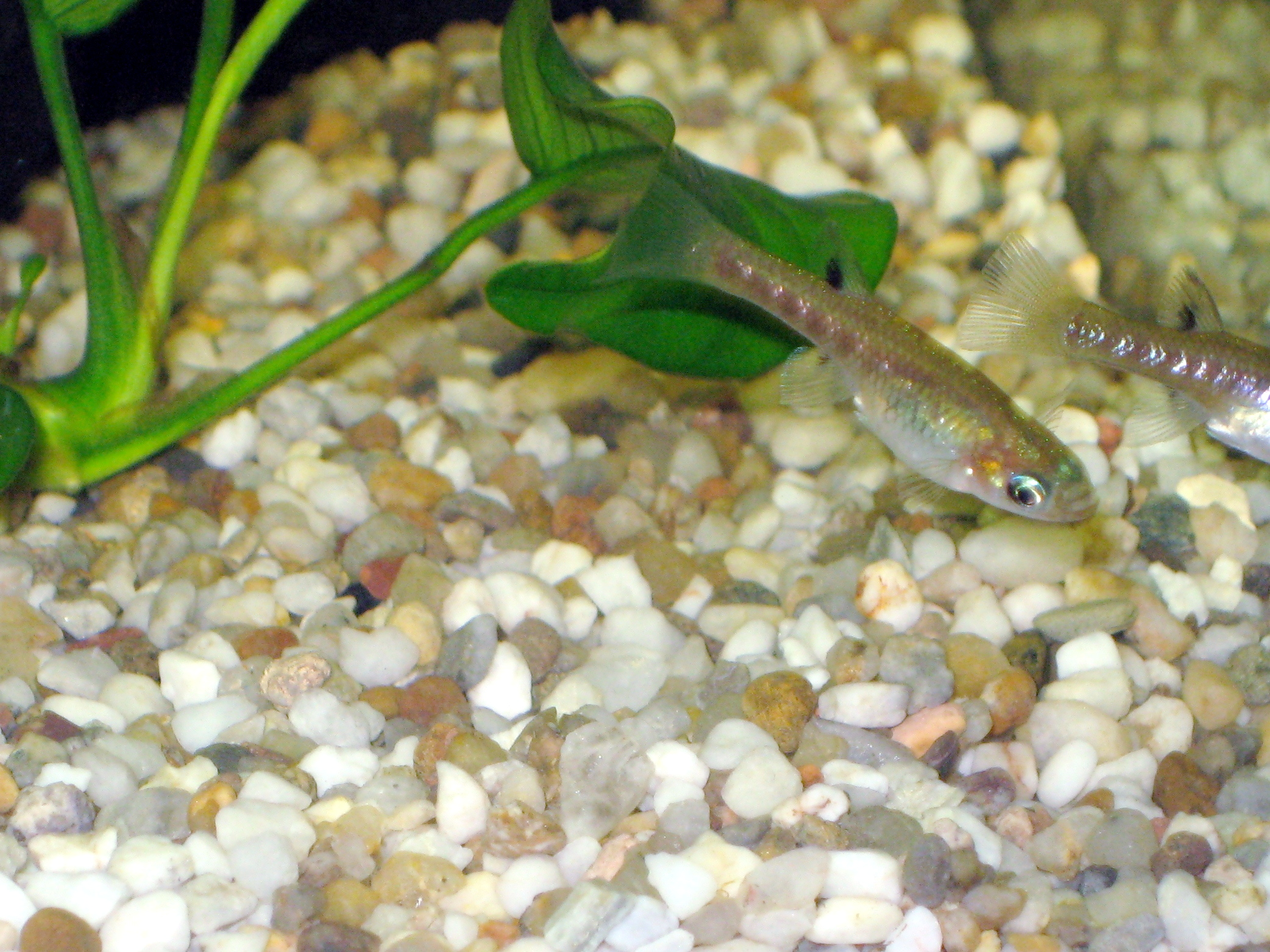
Žirardinka lesklá

    - druh Girardinus microdactylus Rivas, 1944 – žirardinka diamantová
    - druh Girardinus uninotatus Poey, 1860 – žirardinka jednoskvrnná

  - rod Heterandria Agassiz, 1853 – heterandrie
    - druh Heterandria anzuetoi Rosen & Bailey, 1979 – heterandrie Anzuetova
    - druh Heterandria attenuata Rosen & Bailey, 1979 – heterandrie říční
    - druh Heterandria bimaculata Heckel, 1848 – heterandrie dvouskvrnná
    - druh Heterandria cataractae Rosen, 1979 – heterandrie peřejová
    - druh Heterandria dirempta Rosen, 1979 – heterandrie proměnlivá
    - druh Heterandria formosa Girard, 1859 – heterandrie trpasličí[20]Heterandrie trpasličí

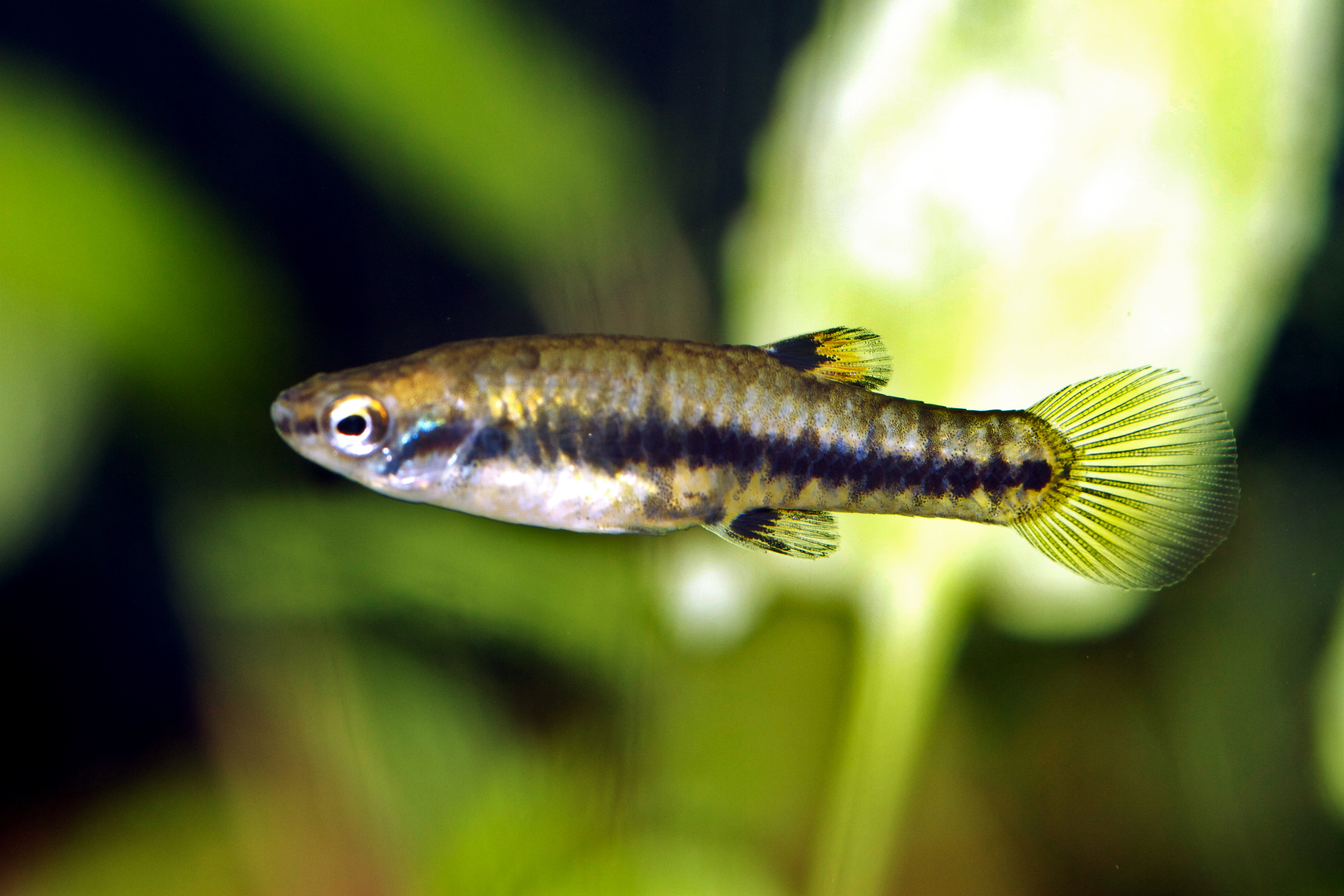
Heterandrie trpasličí

    - druh Heterandria jonesii Günther, 1874 – heterandrie Jonesova
    - druh Heterandria litoperas Rosen & Bailey, 1979 – heterandrie velkoploutvá
    - druh Heterandria obliqua Rosen, 1979 – heterandrie velká
    - druh Heterandria tuxtlaensis McEachran & Dewitt, 2008 – heterandrie yucatanská

  - rod Heterophallus Regan, 1914 – gambusie
    - druh Heterophallus milleri Radda, 1987 – gambusie Millerova
    - druh Heterophallus rachovii Regan, 1914 – gambusie Rachovova

  - rod Hylopanchax Poll & Lambert, 1965 – zářnoočko
    - druh Hylopanchax silvestris Poll & Lambert, 1958 – zářnoočko lesní
    - druh Hylopanchax stictopleuron Fowler, 1949 – zářnoočko modré

  - rod Hypsopanchax Myers, 1924 – zářnoočko
    - druh Hylopanchax silvestris Poll & Lambert, 1958 – zářnoočko lesní
    - druh Hylopanchax stictopleuron Fowler, 1949 – zářnoočko modré

  - rod Laciris Huber, 1982 – zářnoočko
    - druh Laciris pelagica Worthington, 1932 – zářnoočko pelagické

  - rod Lacustricola Myers, 1924 – štikovec
    - druh Lacustricola atripinna Pfeffer, 1896 – zářnoočko černoploutvé
    - druh Lacustricola bukobanus Ahl, 1924 – zářnoočko bukobské
    - druh Lacustricola jeanneli Pellegrin, 1935
    - druh Lacustricola kassenjiensis Ahl, 1924
    - druh Lacustricola kongoranensis Ahl, 1924 – štikovec kongoranský
    - druh Lacustricola lacustris Seegers, 1984
    - druh Lacustricola lualabaensis Poll, 1938 – štikovec lualabský
    - druh Lacustricola maculatus Klausewitz, 1957
    - druh Lacustricola matthesi Seegers, 1996 – štikovec Matthesův
    - druh Lacustricola mediolateralis Poll, 1967
    - druh Lacustricola moeruensis Boulenger, 1914 – štikovec moerunský
    - druh Lacustricola myaposae Boulenger, 1908
    - druh Lacustricola nigrolateralis Poll, 1967
    - druh Lacustricola omoculatus Wildekamp, 1977
    - druh Lacustricola pumilus Boulenger, 1906 – zářnoočko drobné
    - druh Lacustricola usanguensis Wildekamp, 1977 – štikovec usangujský
    - druh Lacustricola vitschumbaensis Ahl, 1924 – štikovec vitčumbský

  - rod Lamprichthys Regan, 1911 – zářnoočko
    - druh Lamprichthys tanganicanus Boulenger, 1898 – zářnoočko tanganické

  - rod Limia Poey, 1854 – limie
    - druh Limia caymanensis Rivas & Fink, 1970 – limie kajmanská
    - druh Limia dominicensis Valenciennes, 1846 – limie dominikánská
    - druh Limia fuscomaculata Rivas, 1980 – limie tmavoskvrnná
    - druh Limia garnieri Rivas, 1980 – limie Garnierova
    - druh Limia grossidens Rivas, 1980 – limie šedá
    - druh Limia heterandria Regan, 1913 – limie haitská
    - druh Limia immaculata Rivas, 1980 – limie tečkovaná
    - druh Limia melanogaster Günther, 1866 – limie tříbarvá
    - druh Limia melanonotata Nichols & Myers, 1923 – limie tmavá
    - druh Limia miragoanensis Rivas, 1980 – limie jezerní
    - druh Limia nigrofasciata Regan, 1913 – limie černopruhá
    - druh Limia ornata Regan, 1913 – limie pláštíková
    - druh Limia pauciradiata Rivas, 1980 – limie pruhovanáLimie Perugiova

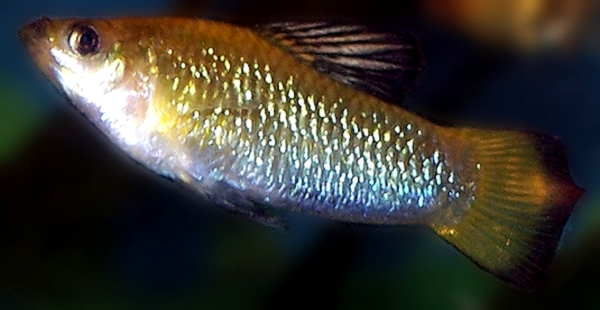
Limie Perugiova

    - druh Limia perugiae Evermann & Clark, 1906[20] – limie Perugiova
    - druh Limia rivasi Franz & Burgess, 1983 – limie Rivasova
    - druh Limia sulphurophila Rivas, 1980 – limie žlutá
    - druh Limia tridens Hilgendorf, 1889 – limie modrá
    - druh Limia versicolor Günther, 1866 – limie barevná
    - druh Limia vittata Guichenot, 1853 – limie strakatá
    - druh Limia yaguajali Rivas, 1980 – limie sabanetská
    - druh Limia zonata Nichols, 1915 – limie páskovaná

  - rod Micropanchax Myers, 1924 – štikovec
    - druh Micropanchax bracheti Berkenkamp, 1983 – zářnoočko Brachetovo
    - druh Micropanchax camerunensis Radda, 1971 – štikovec kamerunský
    - druh Micropanchax ehrichi Berkenkamp & Etzel, 1994 – zářnoočko Ehrichovo
    - druh Micropanchax keilhacki Ahl, 1928 – zářnoočko Keilhackovo
    - druh Micropanchax kingii Boulenger, 1913 – zářnoočko Kingovo
    - druh Micropanchax loati Boulenger, 1901 – zářnoočko nilské
    - druh Micropanchax pfaffi Daget, 1954 – zářnoočko Pfaffovo
    - druh Micropanchax rudolfianus Worthington, 1932 – zářnoočko rudolfské
    - druh Micropanchax scheeli Roman, 1970 – zářnoočko Scheelovo

  - rod Micropoecilia Hubbs, 1926 – pecilka
    - druh Micropoecilia bifurca Eigenmann, 1909 – pecilka dvouhrotá
    - druh Micropoecilia branneri Eigenmann, 1894 – pecilka Brannerova
    - druh Micropoecilia minima Costa & Sarraf, 1997 – pecilka drobná
    - druh Micropoecilia parae Eigenmann, 1894 – pecilka pobřežní
    - druh Micropoecilia picta Regan, 1913 – pecilka pestrá

  - rod Neoheterandria Henn, 1916 – novoheterandrie
    - druh Neoheterandria cana Meek & Hildebrand, 1913 – novoheterandrie bojovná

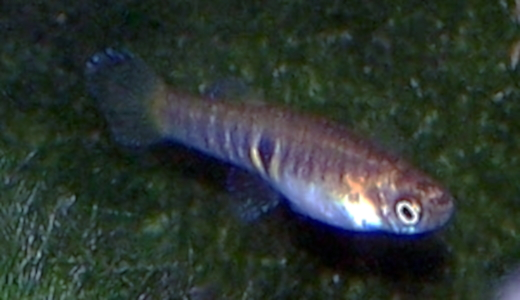
Novoheterandrie sličná

    - Novoheterandrie sličnádruh Neoheterandria elegans Henn, 1916 – novoheterandrie sličná
    - druh Neoheterandria tridentiger Garman, 1895 – novoheterandrie zoubkatá

  - rod Pamphorichthys Regan, 1913 – štíhluška
    - druh Pamphorichthys araguaiensis Costa, 1991 – štíhluška hnědá
    - druh Pamphorichthys hasemani Henn, 1916 – štíhluška Hasemanova
    - druh Pamphorichthys hollandi Henn, 1916 – štíhluška Hollandova
    - druh Pamphorichthys minor Garman, 1895 – štíhluška drobná
    - druh Pamphorichthys pertapeh Figueiredo, 2008 – štíhluška jezerní
    - druh Pamphorichthys scalpridens Garman, 1895 – štíhluška pilozubá

  - rod Pantanodon Myers, 1955 – zářnoočko
    - druh Pantanodon madagascariensis Arnoult, 1963 – zářnoočko madagaskarské
    - druh Pantanodon stuhlmanni Ahl, 1924 – zářnoočko východní

  - rod Phallichthys Hubbs, 1924 – krátkotělka
    - druh Phallichthys amates Miller, 1907 – krátkotělka guatemalská
    - druh Phallichthys fairweatheri Rosen & Bailey, 1959 – krátkotělka půvabná
    - druh Phallichthys quadripunctatus Bussing, 1979 – krátkotělka čtyřskvrnná
    - druh Phallichthys tico Bussing, 1963[20] – krátkotělka kostarická

  - rod Phalloceros Eigenmann, 1907 – říčanka
    - druh Phalloceros alessandrae Lucinda, 2008 – říčanka Alessandřina
    - druh Phalloceros anisophallos Lucinda, 2008 – říčanka hnědá
    - druh Phalloceros aspilos Lucinda, 2008 – říčanka neposkvrněná
    - druh Phalloceros buckupi Lucinda, 2008 – říčanka Buckupova
    - druh Phalloceros caudimaculatus Hensel, 1868[20] – říčanka jednoskvrnnáŘíčanka jednoskvrnná

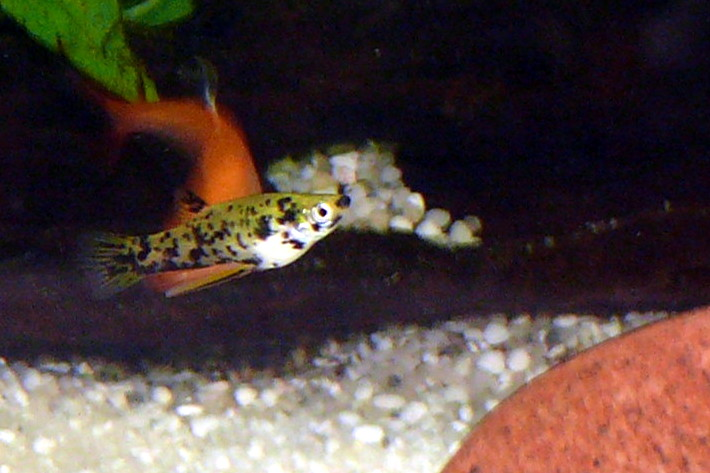
Říčanka jednoskvrnná

    - druh Phalloceros elachistos Lucinda, 2008 – říčanka nejmenší
    - druh Phalloceros enneaktinos Lucinda, 2008 – říčanka vroubená
    - druh Phalloceros harpagos Lucinda, 2008 – říčanka plavá
    - druh Phalloceros heptaktinos Lucinda, 2008 – říčanka páskovaná
    - druh Phalloceros leptokeras Lucinda, 2008 – říčanka růžkatá
    - druh Phalloceros leticiae Lucinda, 2008 – říčanka Leticiina
    - druh Phalloceros lucenorum Lucinda, 2008 – říčanka Lucenových
    - druh Phalloceros malabarbai Lucinda, 2008 – říčanka Malabarbova
    - druh Phalloceros megapolos Lucinda, 2008 – říčanka vysoká
    - druh Phalloceros mikrommatos Lucinda, 2008 – říčanka malooká
    - druh Phalloceros ocellatus Lucinda, 2008 – říčanka paví
    - druh Phalloceros pellos Lucinda, 2008 – říčanka tmavošupinná
    - druh Phalloceros reisi Lucinda, 2008 – říčanka Reisova
    - druh Phalloceros spiloura Lucinda, 2008 – říčanka dvouskvrnná
    - druh Phalloceros titthos Lucinda, 2008 – říčanka bradavčitá
    - druh Phalloceros tupinamba Lucinda, 2008 – říčanka tupijská
    - druh Phalloceros uai Lucinda, 2008 – říčanka nádherná

  - rod Phalloptychus Eigenmann, 1907 – januárka
    - druh Phalloptychus eigenmanni Henn, 1916 – januárka Eigenmannova
    - druh Phalloptychus januarius Hensel, 1868 – januárka obecná

  - rod Phallotorynus Henn, 1916 – lagunka
    - druh Phallotorynus dispilos Lucinda, Rosa & Reis, 2005 – lagunka dvouskvrnná
    - druh Phallotorynus fasciolatus Henn, 1916 – lagunka proužkovaná
    - druh Phallotorynus jucundus Ihering, 1930 – lagunka uruguayská
    - druh Phallotorynus pankalos Lucinda, Rosa & Reis, 2005 – lagunka nádherná
    - druh Phallotorynus psittakos Lucinda, Rosa & Reis, 2005 – lagunka papouščí
    - druh Phallotorynus victoriae Oliveros, 1983 – lagunka Viktoriina

  - rod Plataplochilus Ahl, 1928 – zářnoočko
    - druh Plataplochilus chalcopyrus Lambert, 1963 – zářnoočko ohnivé
    - druh Plataplochilus loemensis Pellegrin, 1924 – zářnoočko loemské
    - druh Plataplochilus miltotaenia Lambert, 1963 – zářnoočko červenopruhé
    - druh Plataplochilus mimus Lambert, 1967 – zářnoočko malé
    - druh Plataplochilus ngaensis Ahl, 1924 – zářnoočko nga
    - druh Plataplochilus pulcher Lambert, 1967 – zářnoočko skvělé
    - druh Plataplochilus terveri Huber, 1981 – zářnoočko Terverovo

  - rod Platypanchax Ahl, 1928
    - druh Platypanchax modestus Pappenheim, 1914 – zářnoočko nenápadné

  - rod Poecilia Bloch & Schneider, 1801 – živorodka
    - druh Poecilia amazonica Garman, 1895 – živorodka amazonská
    - druh Poecilia boesemani Poeser, 2003 – živorodka Boesemanova
    - druh Poecilia butleri Jordan, 1889 – živorodka Butlerova
    - druh Poecilia catemaconis Miller, 1975 – živorodka katemako
    - druh Poecilia caucana Steindachner, 1880 – živorodka kolumbijská
    - druh Poecilia caudofasciata Regan, 1913 – živorodka proužkatá
    - druh Poecilia chica Miller, 1975 – živorodka trpasličí
    - druh Poecilia dauli Meyer & Radda, 2000 – živorodka Dauliho
    - druh Poecilia dominicensis Evermann & Clark, 1906
    - druh Poecilia elegans Trewavas, 1948 – živorodka sličná
    - druh Poecilia formosa Girard, 1859 – živorodka křížená
    - druh Poecilia gillii Kner, 1863 – živorodka zlatá
    - druh Poecilia hispaniolana Rivas, 1978 – živorodka ostrovní
    - druh Poecilia hondurensis Poeser, 2011
    - druh Poecilia kempkesi Poeser, 2013
    - druh Poecilia koperi Poeser, 2003 – živorodka Koperova
    - druh Poecilia kykesis Poeser, 2002 – živorodka síťkovaná
    - druh Poecilia latipinna Lesueur, 1821 – živorodka širokoploutvá
    - druh Poecilia latipunctata Meek, 1904 – živorodka řetízkoskvrnná
    - druh Poecilia marcellinoi Poeser, 1995 – živorodka Marcelliniho
    - druh Poecilia maylandi Meyer, 1983 – živorodka Maylandova
    - druh Poecilia mechthildae Meyer, Etzel & Bork, 2002 – živorodka Mechthildina
    - druh Poecilia mexicana Steindachner, 1863 – živorodka mexická
    - druh Poecilia nicholsi Myers, 1931 – limie Nicholsova
    - druh Poecilia obscura Schories, Meyer & Schartl, 2009 – živorodka podivná
    - druh Poecilia orri Fowler, 1943 – živorodka mangrovová
    - druh Poecilia petenensis Günther, 1866 – živorodka jezerní
    - druh Poecilia reticulata Peters, 1859 – živorodka duhováŽivorodka duhová

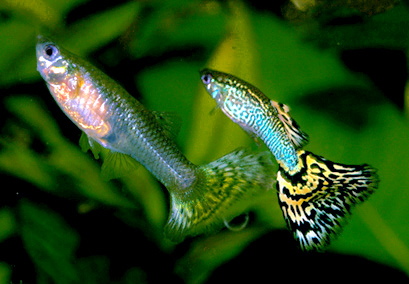
Živorodka duhová

    - druh Poecilia rositae Meyer, Schneider, Radda, Wilde & Schartl, 2004 – živorodka Rositina
    - druh Poecilia salvatoris Regan, 1907 – živorodka salvadorská
    - druh Poecilia sarrafae Bragança & Costa, 2010
    - druh Poecilia sphenops Valenciennes, 1846 – živorodka ostrotlamá
    - druh Poecilia sulphuraria Álvarez, 1948 – živorodka žlutá
    - druh Poecilia teresae Greenfield, 1990 – živorodka Teresina
    - druh Poecilia vandepolli Van Lidth de Jeude, 1887 – živorodka Vandepollova
    - druh Poecilia velifera Regan, 1914 – živorodka velkoploutvá
    - druh Poecilia vivipara Bloch & Schneider, 1801 – živorodka stříbroskvrnná
    - druh Poecilia waiapi Bragança, Costa & Gama, 2011
    - druh Poecilia wandae Poeser, 2003 – živorodka Wandina
    - druh Poecilia wingei Poeser, Kempkes & Isbrücker, 2005 – živorodka Wingeova

  - rod Poeciliopsis Regan, 1913 – živoroděnka
    - druh Poeciliopsis baenschi Meyer, Radda, Riehl & Feichtinger, 1986 – živoroděnka Baenschova
    - druh Poeciliopsis balsas Hubbs, 1926 – živoroděnka hladká
    - druh Poeciliopsis catemaco Miller, 1975 – živoroděnka jezerní
    - druh Poeciliopsis elongata Günther, 1866 – živoroděnka štíhlá
    - druh Poeciliopsis fasciata Meek, 1904 – živoroděnka pruhovaná
    - druh Poeciliopsis gracilis Heckel, 1848 – živoroděnka tečkovaná
    - druh Poeciliopsis prolifica Miller, 1960[20] – živoroděnka svítivá

  - rod Poropanchax Clausen, 1967 – štikovec
    - druh Poropanchax brichardi Poll, 1971 – štikovec Brichardův
    - druh Poropanchax hannerzi Scheel, 1968 – štikovec Hannerzův
    - druh Poropanchax luxophthalmus Brüning, 1929 – zářnoočko zářnooké
    - druh Poropanchax myersi Poll, 1952
    - druh Poropanchax normani Ahl, 1928 – štikovec NormanůvŠtikovec Normanův

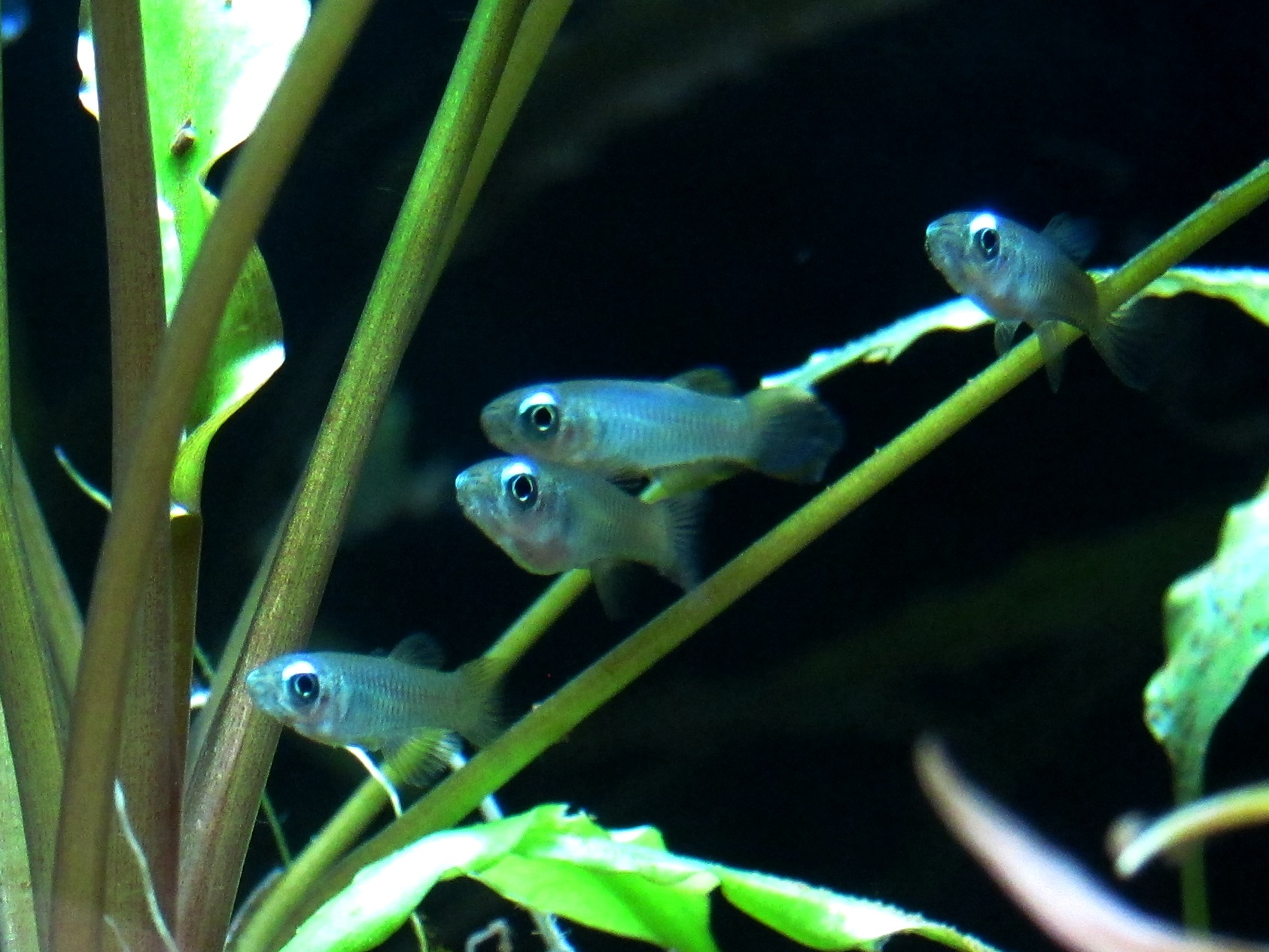
Štikovec Normanův

    - druh Poropanchax rancureli Daget, 1965 – štikovec Rancurelův
    - druh Poropanchax stigmatopygus Wildekamp & Malumbres, 2004

  - rod Priapella Regan, 1913 – krásnotělka
    - druh Priapella bonita Meek, 1904 – krásnotělka plavá[pozn. 1]
    - druh Priapella chamulae Schories, Meyer & Schartl & Wilde, 2006 – krásnotělka chamulská
    - druh Priapella compressa Álvarez, 1948 – krásnotělka vysoká
    - druh Priapella intermedia Álvarez & Carranza, 1952 – krásnotělka modrooká
    - druh Priapella lacandonae Meyer, Schories & Schartl, 2011
    - druh Priapella olmecae Meyer & Espinosa Pérez, 1990 – krásnotělka olmécká

  - rod Priapichthys Regan, 1913 – třpytilka
    - druh Priapichthys annectens Regan, 1907 – třpytilka oranžová
    - druh Priapichthys caliensis Eigenmann & Henn, 1916 – třpytilka kalijská
    - druh Priapichthys chocoensis Henn, 1916 – třpytilka čokoládová
    - druh Priapichthys darienensis Meek & Hildebrand, 1913 – třpytilka darienská
    - druh Priapichthys nigroventralis Eigenmann & Henn, 1912 – třpytilka černoploutvá
    - druh Priapichthys panamensis Meek & Hildebrand, 1916 – třpytilka panamská
    - druh Priapichthys puetzi Meyer & Etzel, 1996 – třpytilka Pützova

  - rod Procatopus Boulenger, 1904 – štikovec
    - druh Procatopus aberrans Ahl, 1927 – zářnoočko proměnlivé
    - druh Procatopus cabindae Boulenger, 1911 – zářnoočko cabindské
    - druh Procatopus nimbaensis Daget, 1948 – štikovec nimbský
    - druh Procatopus nototaenia Boulenger, 1904 – zářnoočko červenohřbeté
    - druh Procatopus similis Ahl, 1927 – zářnoočko nigerijské
    - druh Procatopus websteri Huber, 2007 – zářnoočko Websterovo

  - rod Pseudopoecilia Regan, 1913 – pecilenka
    - druh Pseudopoecilia austrocolumbiana Radda, 1987 – pecilenka jižní
    - druh Pseudopoecilia festae Boulenger, 1898 – pecilenka ekvádorská
    - druh Pseudopoecilia fria Eigenmann & Henn, 1914 – pecilenka lesklá

  - rod Quintana Hubbs, 1934 – kvintana
    - druh Quintana atrizona Hubbs, 1934[20] – kvintana sklovitá

  - rod Scolichthys Rosen, 1967 – živorodka
    - druh Scolichthys greenwayi Rosen, 1967 – živorodka olivová
    - druh Scolichthys iota Rosen, 1967 – živorodka nejmenší

  - rod Tomeurus Eigenmann, 1909 – tomeurus
    - druh Tomeurus gracilis Eigenmann, 1909 – tomeurus křehký

  - rod Xenodexia Hubbs, 1950 – xenodexie
    - druh Xenodexia ctenolepis Hubbs, 1950 – xenodexie vrubošupinná

  - rod Xenophallus Hubbs, 1924 – xenofalus
    - druh Xenophallus umbratilis Meek, 1912 – xenofalus tmavý

  - rod Xiphophorus Heckel, 1848 – mečovka
    - druh Xiphophorus alvarezi Rosen, 1960 – mečovka Alvarezova
    - druh Xiphophorus andersi Meyer & Schartl, 1980 – plata Andersova
    - druh Xiphophorus birchmanni Lechner & Radda, 1987 – mečovka Birchmannova
    - druh Xiphophorus clemenciae Álvarez, 1959 – mečovka páskovaná
    - druh Xiphophorus continens Rauchenberger, Kallman & Morizot, 1990 – mečovka drobná
    - druh Xiphophorus cortezi Rosen, 1960 – mečovka Cortezova
    - druh Xiphophorus couchianus Girard, 1859 – plata Couchova
    - druh Xiphophorus evelynae Rosen, 1960 – plata Pueblová
    - druh Xiphophorus gordoni Miller & Minckley, 1963 – plata Gordonova
    - druh Xiphophorus hellerii Heckel, 1848 – mečovka zelenáMečovka zelená, šlechtěná forma Red

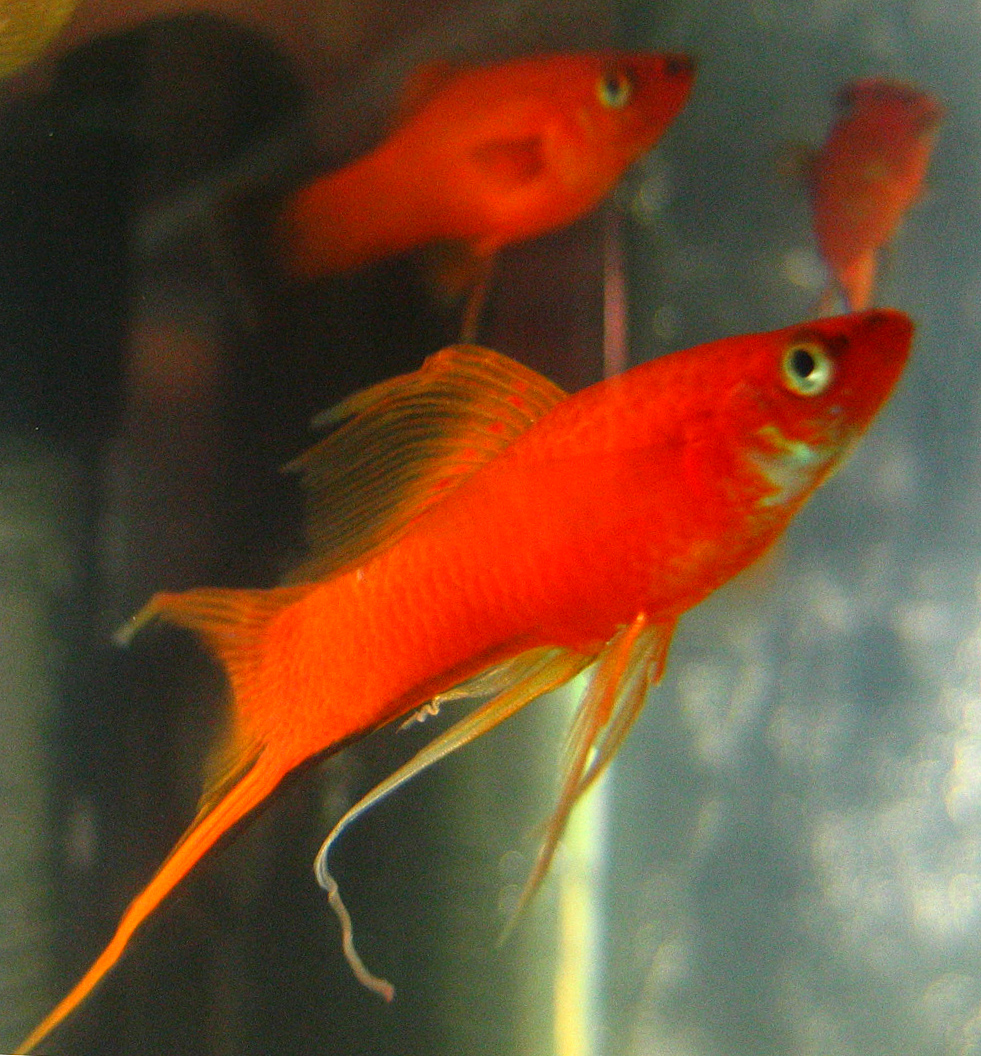
Mečovka zelená, šlechtěná forma Red

    - druh Xiphophorus kallmani Meyer & Schartl, 2003 – mečovka Kallmanova
    - druh Xiphophorus kosszanderi Meyer & Wischnath, 1981 – plata Kossig-Zanderova
    - druh Xiphophorus maculatus Günther, 1866 – plata skvrnitá
    - druh Xiphophorus malinche Rauchenberger, Kallman & Morizot, 1990 – plata horská
    - druh Xiphophorus mayae Meyer & Schartl, 2002 – mečovka mayská
    - druh Xiphophorus meyeri Schartl & Schröder, 1988 – plata Meyerova
    - druh Xiphophorus milleri Rosen, 1960 – plata Millerova
    - druh Xiphophorus mixei Kallman, Walter, Morizot & Kazianis, 2004 – mečovka mixijská
    - druh Xiphophorus montezumae Jordan & Snyder, 1899 – mečovka Montezumova
    - druh Xiphophorus monticolus Kallman, Walter, Morizot & Kazianis, 2004 – mečovka horská
    - druh Xiphophorus multilineatus Rauchenberger, Kallman & Morizot, 1990 – mečovka pruhovaná
    - druh Xiphophorus nezahualcoyotl Rauchenberger, Kallman & Morizot, 1990 – mečovka Nezahualcoyotlova
    - druh Xiphophorus nigrensis Rosen, 1960 – mečovka tmavá
    - druh Xiphophorus pygmaeus Hubbs & Gordon, 1943 – mečovka trpasličí
    - druh Xiphophorus roseni Meyer & Wischnath, 1981 – mečovka Rosenova
    - druh Xiphophorus signum Rosen & Kallman, 1969 – mečovka plavá
    - druh Xiphophorus variatus Meek, 1904 – plata pestrá
    - druh Xiphophorus xiphidium Gordon, 1932 – plata mečíkatá

## Čeleď hladinkovití
Říše: živočichové (Animalia); kmen: strunatci (Chordata); třída: paprskoploutví (Actinopterygii);, řád: halančíkovci (Cyprinodontiformes).
- čeleď Anablepidae Bonaparte, 1831 – česky hladinovkovití[21][22][23]
  - rod Anableps Scopoli, 1777 – hladinovka

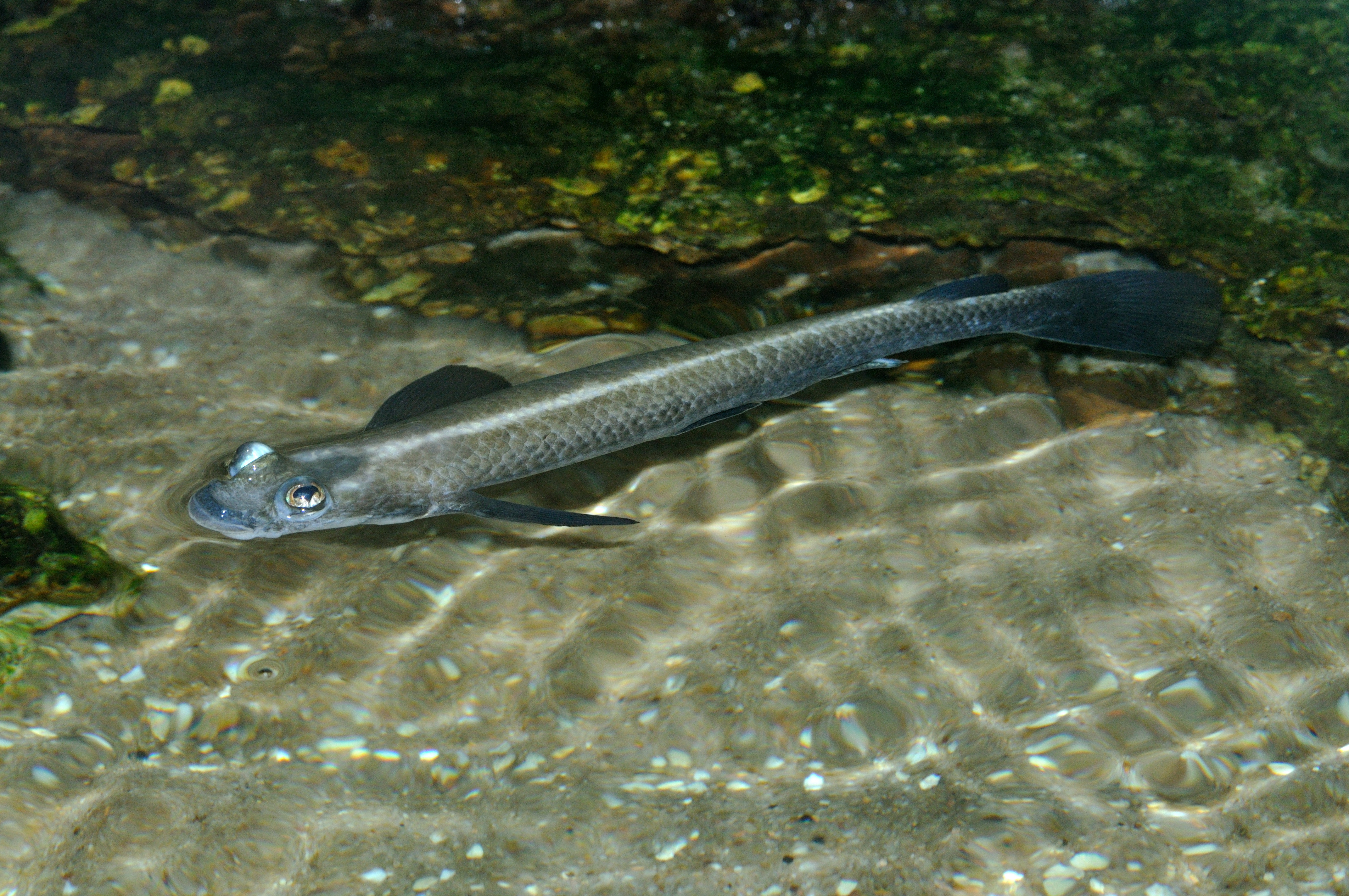
Hladinovka čtyřoká

    - Hladinovka čtyřokádruh Anableps anableps Linnaeus, 1758 – hladinovka čtyřoká
    - druh Anableps dowei Gill, 1861 – hladinovka Doweova
    - druh Anableps microlepis Müller & Troschel, 1844 – hladinovka drobnošupinná

  - rod Jenynsia Günther, 1866 – jenynsie
    - druh Jenynsia alternimaculata Fowler, 1940 – jenynsie bolivijská
    - druh Jenynsia diphyes Lucinda, Ghedotti & Graça, 2006 – jenynsie okatá
    - druh Jenynsia eigenmanni Haseman, 1911 – jenynsie Eigenmannova
    - druh Jenynsia eirmostigma Ghedotti & Weitzman, 1995 – jenynsie sešívaná
    - druh Jenynsia lineata Jenyns, 1842 – jenynsie pruhovaná
    - druh Jenynsia luxata Aguilera & Mirande, 2013
    - druh Jenynsia maculata Regan, 1906 – jenynsie skvrnitá
    - druh Jenynsia multidentata Jenyns, 1842 – jenynsie zoubkatá
    - druh Jenynsia onca Lucinda, Reis & Quevedo, 2002 – jenynsie jaguáří
    - druh Jenynsia pygogramma Boulenger, 1902 – jenynsie dvouskvrnná
    - druh Jenynsia sanctaecatarinae Ghedotti & Weitzman, 1996 – jenynsie říční
    - druh Jenynsia tucumana Aguilera & Mirande, 2005 – jenynsie tucumánská
    - druh Jenynsia unitaenia Ghedotti & Weitzman, 1995 – jenynsie jednopruhá
    - druh Jenynsia weitzmani Ghedotti, Meisner & Lucinda, 2001 – jenynsie Weitzmanova

  - rod Oxyzygonectes Fowler, 1916 – stříbrotělka
    - druh Oxyzygonectes dovii Günther, 1866 – stříbrotělka pacifická

## Čeleď gudeovití
Říše: živočichové (Animalia); kmen: strunatci (Chordata); třída: paprskoploutví (Actinopterygii); řád: halančíkovci (Cyprinodontiformes).
- čeleď Goodeidae Jordan & Gilbert 1883 – česky gudeovití[24][25][26]
  - rod Allodontichthys Hubbs & Turner, 1939 – gudejka
    - druh Allodontichthys hubbsi Miller & Uyeno, 1980 – gudejka rvavá
    - druh Allodontichthys polylepis Rauchenberger, 1988 – gudejka skákavá
    - druh Allodontichthys tamazulae Turner, 1946 – gudejka sítkovaná
    - druh Allodontichthys zonistius Hubbs, 1932 – gudejka zlatá

  - rod Alloophorus Hubbs & Turner, 1939 – gudea
    - druh Alloophorus robustus Bean, 1892 – gudea psí

  - rod Allotoca Hubbs & Turner, 1939 – alotoka
    - druh Allotoca catarinae de Buen, 1942 – alotoka bažinná
    - druh Allotoca diazi Meek, 1902 – alotoka okatá
    - druh Allotoca dugesii Bean, 1887 – alotoka Dugésova
    - druh Allotoca goslinei Smith & Miller, 1987 – alotoka páskovaná
    - druh Allotoca maculata Smith & Miller, 1980 – alotoka skvrnitá
    - druh Allotoca meeki Álvarez, 1959 – alotoka mramorovaná
    - druh Allotoca regalis Alvarez, 1959 – alotoka královská
    - druh Allotoca zacapuensis Meyer, Radda & Domínguez, 2001 – alotoka jezerní

  - rod Ameca Miller & Fitzsimmons, 1971 – ameka
    - druh Ameca splendens Miller & Fitzsimons, 1971 – ameka motýlková

  - rod Ataeniobius Hubbs & Turner, 1939 – gudea
    - druh Ataeniobius toweri Meek, 1904 – gudea velká

  - rod Chapalichthys Meek, 1902 – čapala
    - druh Chapalichthys encaustus Jordan & Snyder, 1899 – čapala žíhaná
    - druh Chapalichthys pardalis Álvarez, 1963 – čapala pardálí
    - druh Chapalichthys peraticus Álvarez, 1963 – čapala bojovná

  - rod Characodon Günther, 1866 – gudea
    - druh Characodon audax Smith & Miller, 1986 – gudea drzá
    - druh Characodon garmani Jordan & Evermann, 1898 – gudea Garmanova[pozn. 1]

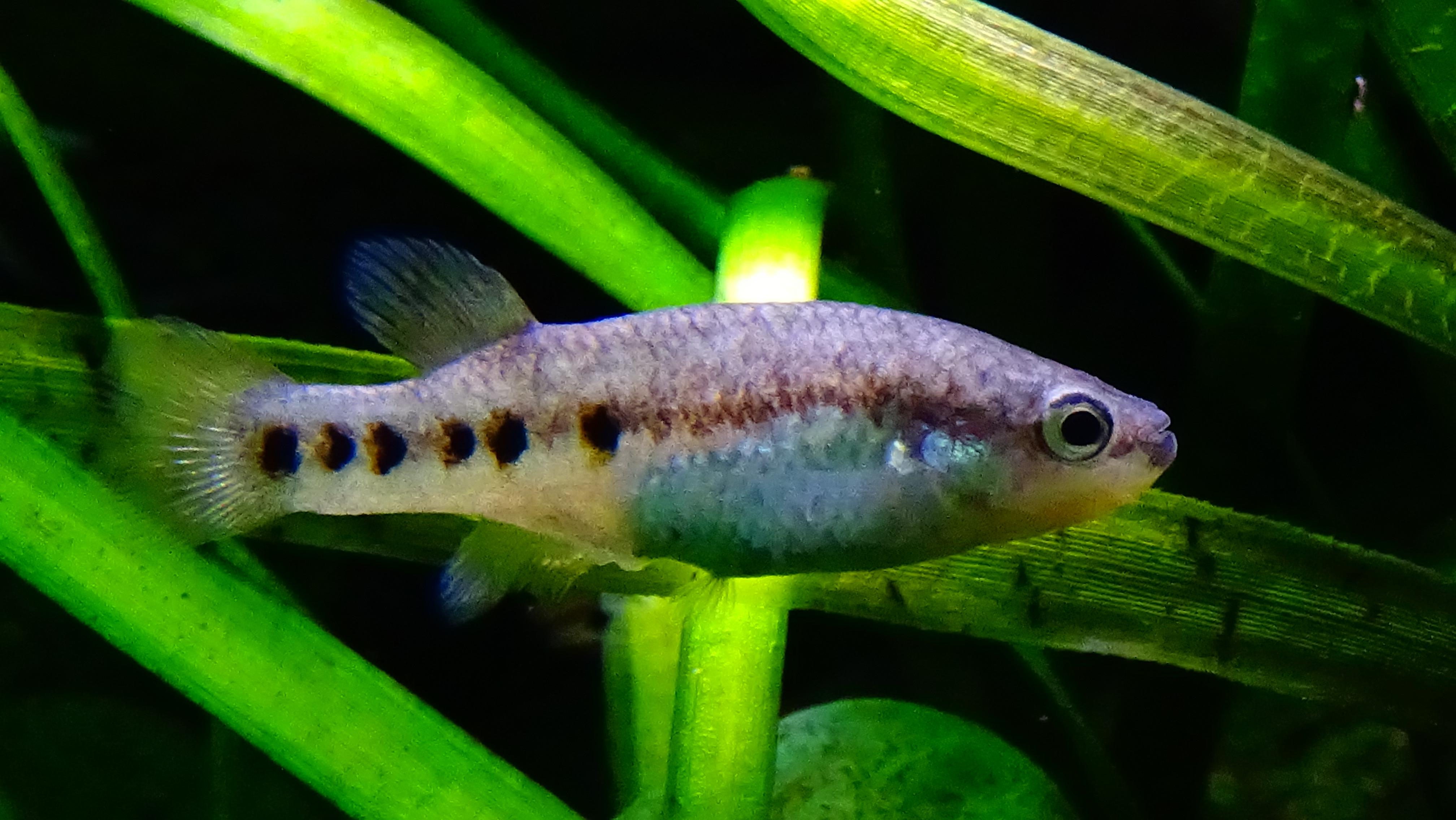
Gudea duhová

    - Gudea duhovádruh Characodon lateralis Günther, 1866 – gudea duhová

  - rod Crenichthys Hubbs, 1932 – gudea
    - druh Crenichthys baileyi Gilbert, 1893 – gudea Baileyova
    - druh Crenichthys nevadae Hubbs, 1932 – gudea nevadská

  - rod Empetrichthys Gilbert, 1893 – gudea
    - druh Empetrichthys latos Miller, 1948 – gudea nyevská
    - druh Empetrichthys merriami Gilbert, 1893 [pozn. 1] – gudea Merriamova

  - rod Girardinichthys Bleeker, 1860 – žirardinka
    - druh Girardinichthys ireneae Radda & Meyer, 2003 – žirardinka modrá
    - druh Girardinichthys multiradiatus Meek, 1904 – žirardinka olivová
    - druh Girardinichthys turneri de Buen, 1940 – hubsina Turnerova
    - druh Girardinichthys viviparus Bustamante, 1837 – žirardinka kouřová

  - rod Goodea Jordan, 1880 – gudea
    - druh Goodea atripinnis Jordan, 1880 – gudea černoploutvá
    - druh Goodea gracilis Hubbs & Turner, 1939 – gudea štíhlá
    - druh Goodea luitpoldii Steindachner, 1894 – gudea zelená

  - rod Hubbsina de Buen, 1940 – hubsina
  - rod Ilyodon Eigenmann, 1907 – ilyodon
    - druh Ilyodon cortesae Paulo-Maya & Trujillo-Jiménez, 2000 – ilyodon říční
    - druh Ilyodon furcidens Jordan & Gilbert, 1882 – ilyodon zlatý
    - druh Ilyodon lennoni Meyer & Foerster, 1983 – ilyodon Lennonův
    - druh Ilyodon whitei Meek, 1904 – ilyodon Whiteův

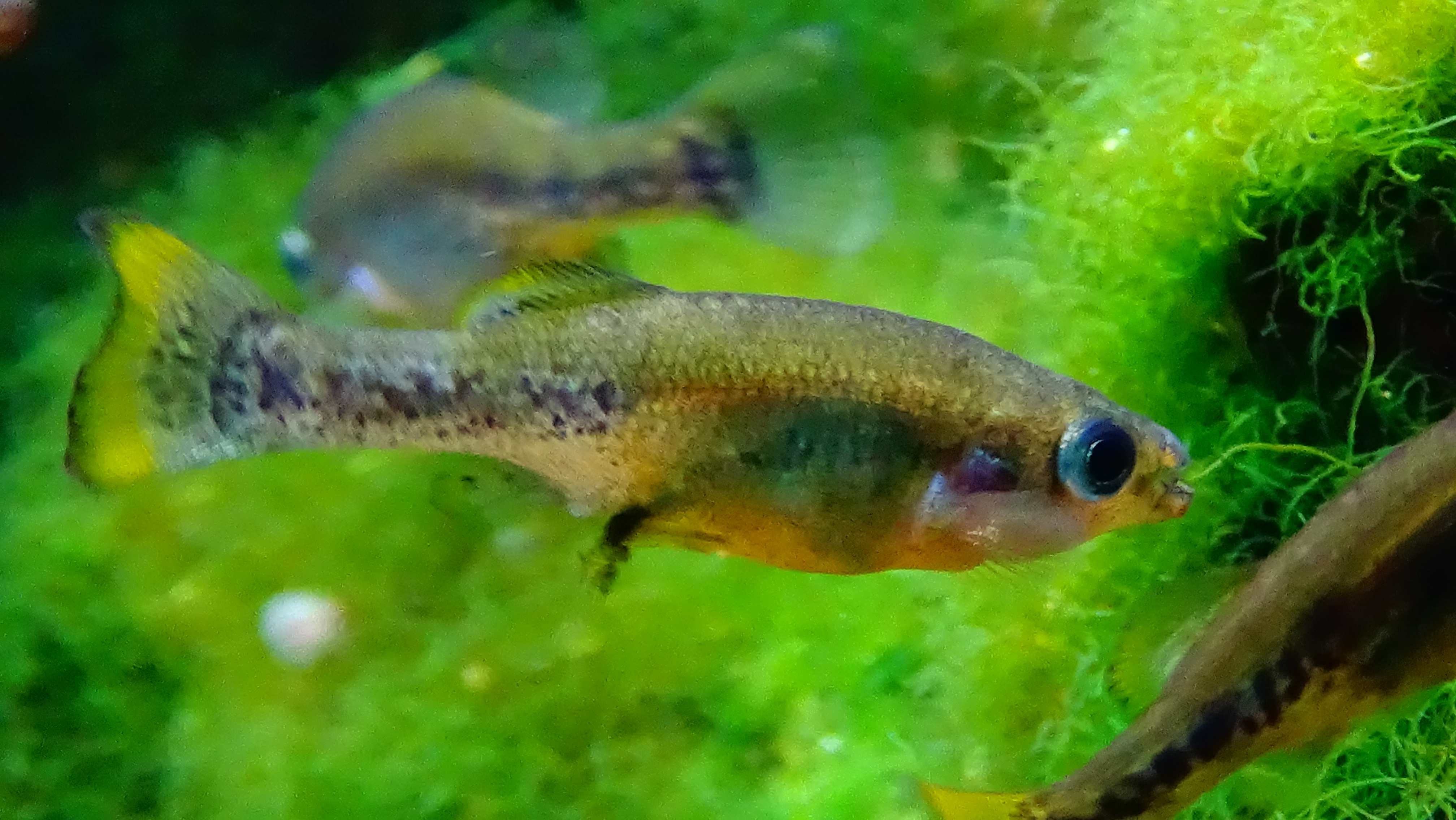
Ilyodon modrohřbetý

    - Ilyodon modrohřbetýdruh Ilyodon xantusi Hubbs & Turner, 1939 – ilyodon modrohřbetý

  - rod Skiffia Meek, 1902 – skifie
    - druh Skiffia bilineata Bean, 1887 – skifie šedá
    - druh Skiffia francesae Kingston, 1978[20] – skifie žlutá
    - druh Skiffia lermae Meek, 1902 – skifie oranžová
    - druh Skiffia multipunctata Pellegrin, 1901 – skifie skvrnitá

  - rod Xenoophorus Hubbs & Turner, 1939 – gudea
    - druh Xenoophorus captivus Hubbs, 1924 – gudea lesklá

  - rod Xenotaenia Turner, 1946 – gudea
    - druh Xenotaenia resolanae Turner, 1946 – gudea levhartí

  - rod Xenotoca Hubbs & Turner, 1939 – xenotoka

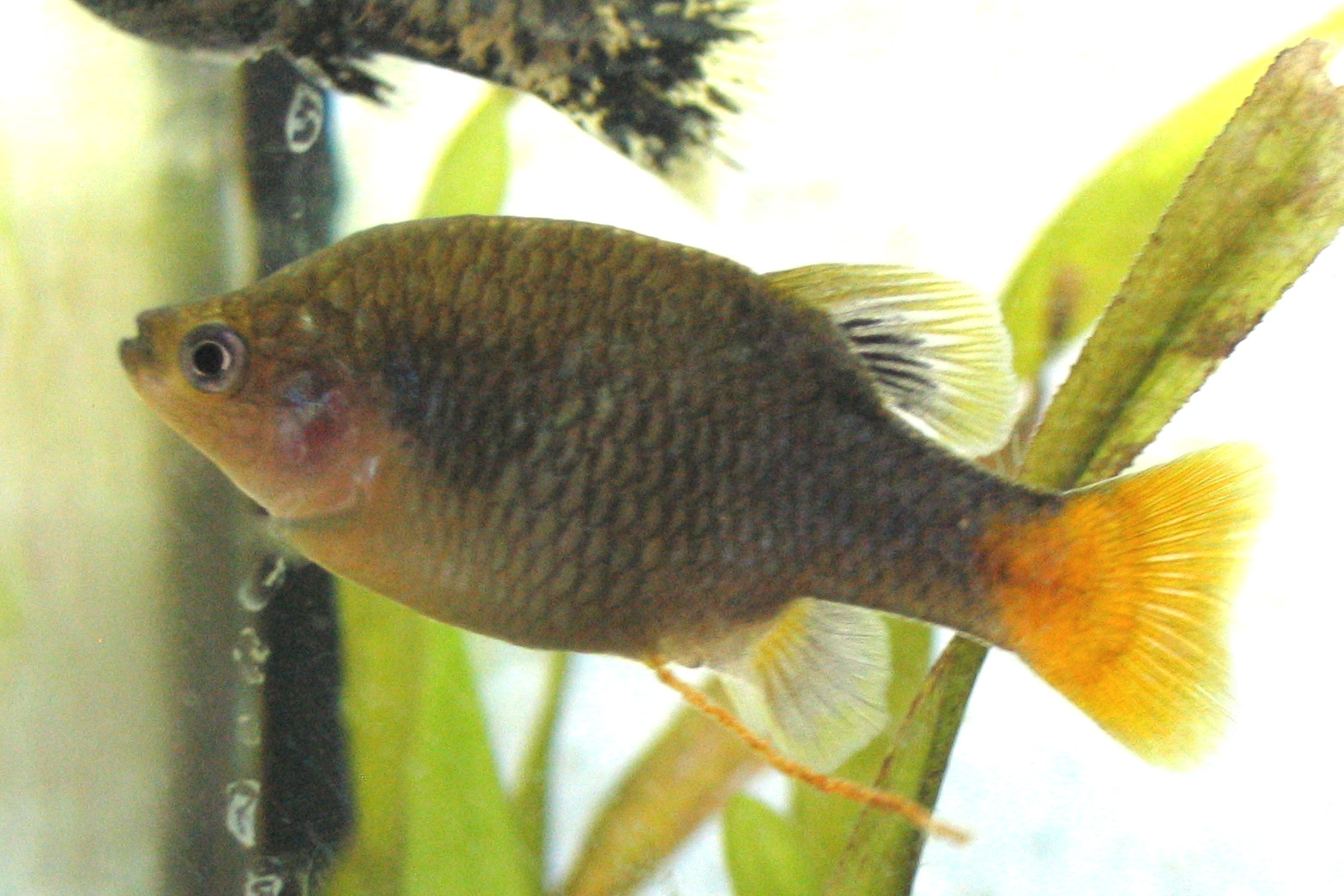
Xenotoka červenoocasá

    - Xenotoka červenoocasádruh Xenotoca eiseni také Xenotoca doadrioi Rutter, 1896 [20] – xenotoka červenoocasá
    - druh Xenotoca melanosoma Fitzsimons, 1972 – xenotoka tmavá
    - druh Xenotoca variata Bean, 1887 – xenotoka zlatošupinná

  - rod Zoogoneticus Meek, 1902 – gudea
    - druh Zoogoneticus purhepechus Domínguez-Domínguez, Pérez-Rodríguez & Doadrio, 2008 – gudea mexická
    - druh Zoogoneticus quitzeoensis Bean, 1898 – gudea lemovaná
    - druh Zoogoneticus tequila Webb & Miller, 1998 – gudea pomerančová

## Čeleď polozobánkovití
Říše: živočichové (Animalia); kmen: strunatci (Chordata); třída: paprskoploutví (Actinopterygii); řád: jehlotvaří (Beloniformes).
- čeleď Hemiramphidae Gill, 1859 – polozobánkovití[25][27][28]
  - rod Arrhamphus Günther, 1866 – polozobánka
    - druh Arrhamphus sclerolepis Günther, 1866 – polozobánka severní

  - rod Chriodorus Goode & Bean, 1882 – polozobánka
    - druh Chriodorus atherinoides Goode & Bean, 1882 – polozobánka tvrdohlavá

  - rod Dermogenys Kuhl & van Hasselt, 1823 – polozobánka
    - druh Dermogenys bispina Meisner & Collette, 1998 – polozobánka dvoutrnná
    - druh Dermogenys brachynotopterus Bleeker, 1854 – polozobánka krátkoploutvá
    - druh Dermogenys bruneiensis Meisner, 2001 – polozobánka brunejská
    - druh Dermogenys burmanica Mukerji, 1935 – polozobánka barmská
    - druh Dermogenys collettei Meisner, 2001 – polozobánka Collettova
    - druh Dermogenys montana Brembach, 1982
    - druh Dermogenys orientalis Weber, 1894 – polozobánka východní
    - druh  Dermogenys palawanensis Meisner, 2001 – polozobánka palawanská

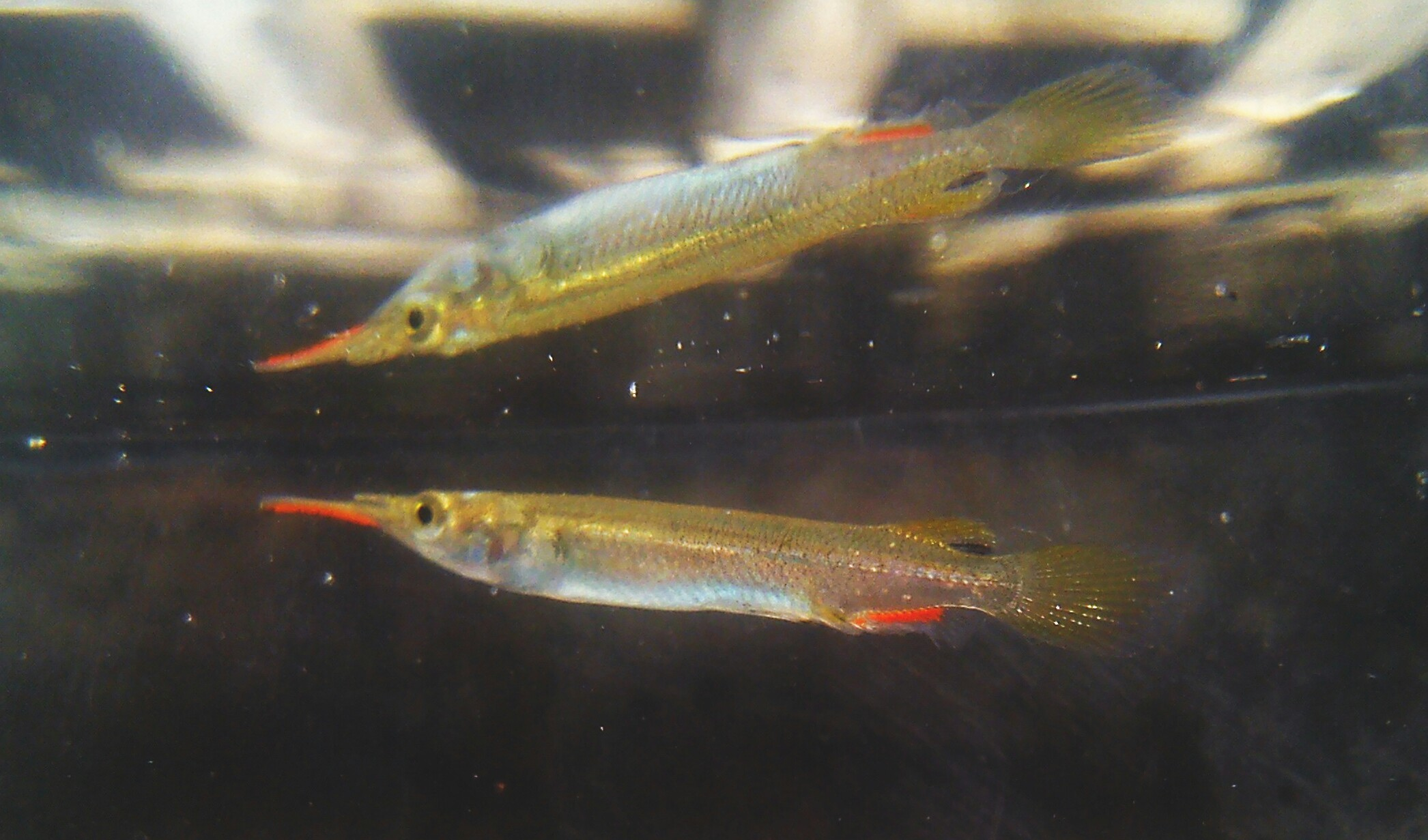
Polozobánka malajská

    - Polozobánka malajskádruh Dermogenys pusilla Kuhl & van Hasselt, 1823 – polozobánka malajská
    - druh Dermogenys robertsi Meisner, 2001
    - druh Dermogenys siamensis Fowler, 1934 – polozobánka siamská
    - druh Dermogenys sumatrana Bleeker, 1853 – polozobánka sumatránská
    - druh Dermogenys vogti Brembach, 1982 – polozobánka Vogtova

  - rod Euleptorhamphus Gill, 1859 – polozobánka
    - druh Euleptorhamphus velox Poey, 1868 – polozobánka létavá
    - druh Euleptorhamphus viridis van Hasselt, 1823 – polozobánka zelená

  - rod Hemiramphus Cuvier, 1816 – polozobánka
    - druh Hemiramphus archipelagicus Collette & Parin, 1978 – polozobánka ostrovní
    - druh Hemiramphus balao Lesueur, 1821 – polozobánka balao
    - druh Hemiramphus bermudensis Collette, 1962 – polozobánka bermudská
    - druh Hemiramphus brasiliensis Linnaeus, 1758 – polozobánka brazilská
    - druh Hemiramphus depauperatus Lay & Bennett, 1839 – polozobánka tropická
    - druh Hemiramphus far Forsskål, 1775 – polozobánka skvrnitá
    - druh Hemiramphus lutkei Valenciennes, 1847 – polozobánka Lutkeova
    - druh Hemiramphus marginatus Forsskål, 1775 – polozobánka žlutolemá
    - druh Hemiramphus robustus Günther, 1866 – polozobánka velká
    - druh Hemiramphus saltator Gilbert & Starks, 1904 – polozobánka dlouhoploutvá

  - rod Hemirhamphodon Bleeker, 1866 – polozobánka
    - druh Hemirhamphodon byssus Lim & Tan, 2013
    - druh Hemirhamphodon chrysopunctatus Brembach, 1978 – polozobánka tečkovaná
    - druh Hemirhamphodon kapuasensis Collette, 1991 – polozobánka kapuaská
    - druh Hemirhamphodon kecil Lim & Tan, 2013
    - druh Hemirhamphodon kuekenthali Steindachner, 1901 – polozobánka Kuekenthalova
    - druh Hemirhamphodon phaiosoma Bleeker, 1852 – polozobánka billitonská
    - druh Hemirhamphodon pogonognathus Bleeker, 1853 – polozobánka marawanžská
    - druh Hemirhamphodon sesamum Lim & Tan, 2013
    - druh Hemirhamphodon tengah Collette, 1991 – polozobánka tengah

  - rod Hyporhamphus Gill, 1859 – polozobánka
    - druh Hyporhamphus acutus Günther, 1872 – polozobánka tichooceánská
    - druh Hyporhamphus affinis Günther, 1866 – polozobánka červenoústá
    - druh Hyporhamphus australis Steindachner, 1866 – polozobánka jižní
    - druh Hyporhamphus balinensis Bleeker, 1859 – polozobánka baliská
    - druh Hyporhamphus brederi Fernández-Yépez, 1948 – polozobánka Brederova
    - druh Hyporhamphus capensis Thominot, 1886 – polozobánka jihoafrická
    - druh Hyporhamphus collettei Banford, 2010

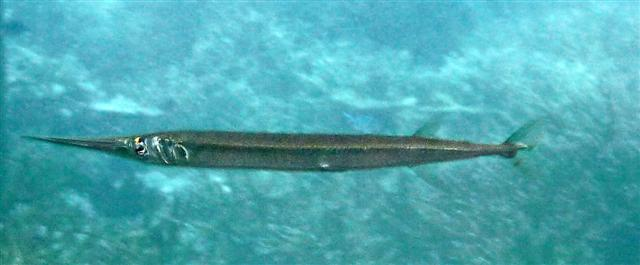
Polozobánka Dussumierova

    - Polozobánka Dussumierovadruh Hyporhamphus dussumieri Valenciennes, 1847 – polozobánka Dussumierova
    - druh Hyporhamphus erythrorinchus Lesueur, 1821 – polozobánka červenající
    - druh Hyporhamphus gamberur Rüppell, 1837 – polozobánka gambarur
    - druh Hyporhamphus gernaerti Valenciennes, 1847 – polozobánka macao
    - druh Hyporhamphus gilli Meek & Hildebrand, 1923 – polozobánka Gillova
    - druh Hyporhamphus ihi Phillipps, 1932 – polozobánka novozélandská
    - druh Hyporhamphus improvisus Smith, 1933 – polozobánka krátkoploutvá
    - druh Hyporhamphus intermedius Cantor, 1842 – polozobánka prostřední
    - druh Hyporhamphus kronei Miranda-Ribeiro, 1915
    - druh Hyporhamphus limbatus Valenciennes, 1847 – polozobánka congaturi
    - druh Hyporhamphus meeki Banford & Collette, 1993 – polozobánka americká
    - druh Hyporhamphus melanochir Valenciennes, 1847 – polozobánka jihomořská
    - druh Hyporhamphus melanopterus Collette & Parin, 1978 – polozobánka černoploutvá
    - druh Hyporhamphus mexicanus Álvarez, 1959 – polozobánka mexická
    - druh Hyporhamphus naos Banford & Collette, 2001 – polozobánka stříbrná
    - druh Hyporhamphus neglectissimus Parin, Collette & Shcherbachev, 1980 – polozobánka puntíkatá
    - druh Hyporhamphus neglectus Bleeker, 1866 – polozobánka východoindická
    - druh Hyporhamphus paucirastris Collette & Parin, 1978 – polozobánka čínská
    - druh Hyporhamphus picarti Valenciennes, 1847 – polozobánka Picartova
    - druh Hyporhamphus quoyi Valenciennes, 1847 – polozobánka Quoyova
    - druh Hyporhamphus regularis Günther, 1866 – polozobánka západní
    - druh Hyporhamphus roberti Valenciennes, 1847 – polozobánka štíhlá
    - druh Hyporhamphus rosae Jordan & Gilbert, 1880 – polozobánka kalifornská
    - druh Hyporhamphus sajori Temminck & Schlegel, 1846 – polozobánka japonská
    - druh Hyporhamphus sindensis Regan, 1905 – polozobánka pákistánská
    - druh Hyporhamphus snyderi Meek & Hildebrand, 1923 – polozobánka Snyderova
    - druh Hyporhamphus taiwanensis Collette & Su, 1986 – polozobánka tajvanská
    - druh Hyporhamphus unicuspis Collette & Parin, 1978 – polozobánka jednohrotá
    - druh Hyporhamphus unifasciatus Ranzani, 1842 – polozobánka jednopruhá
    - druh Hyporhamphus xanthopterus Valenciennes, 1847 – polozobánka žlutoploutvá
    - druh Hyporhamphus yuri Collette & Parin, 1973 – polozobánka okinawská

  - rod Melapedalion Fowler, 1934 – polozobánka
    - druh Melapedalion breve Seale, 1910 – polozobánka krátká

  - rod Nomorhamphus Weber & de Beaufort, 1922 – polozobánka
    - druh Nomorhamphus bakeri Fowler & Bean, 1922 – polozobánka Bakerova
    - druh Nomorhamphus brembachi Vogt, 1978 – polozobánka Brembachova
    - druh Nomorhamphus celebensis Weber & de Beaufort, 1922 – polozobánka pososká
    - druh Nomorhamphus ebrardtii Popta, 1912 – polozobánka Ebrardtova
    - druh Nomorhamphus hageni Popta, 1912 – polozobánka Hagenova
    - druh Nomorhamphus kolonodalensis Meisner & Louie, 2000 – polozobánka kolonodalská
    - druh Nomorhamphus lanceolatus Huylebrouck et al., 2014

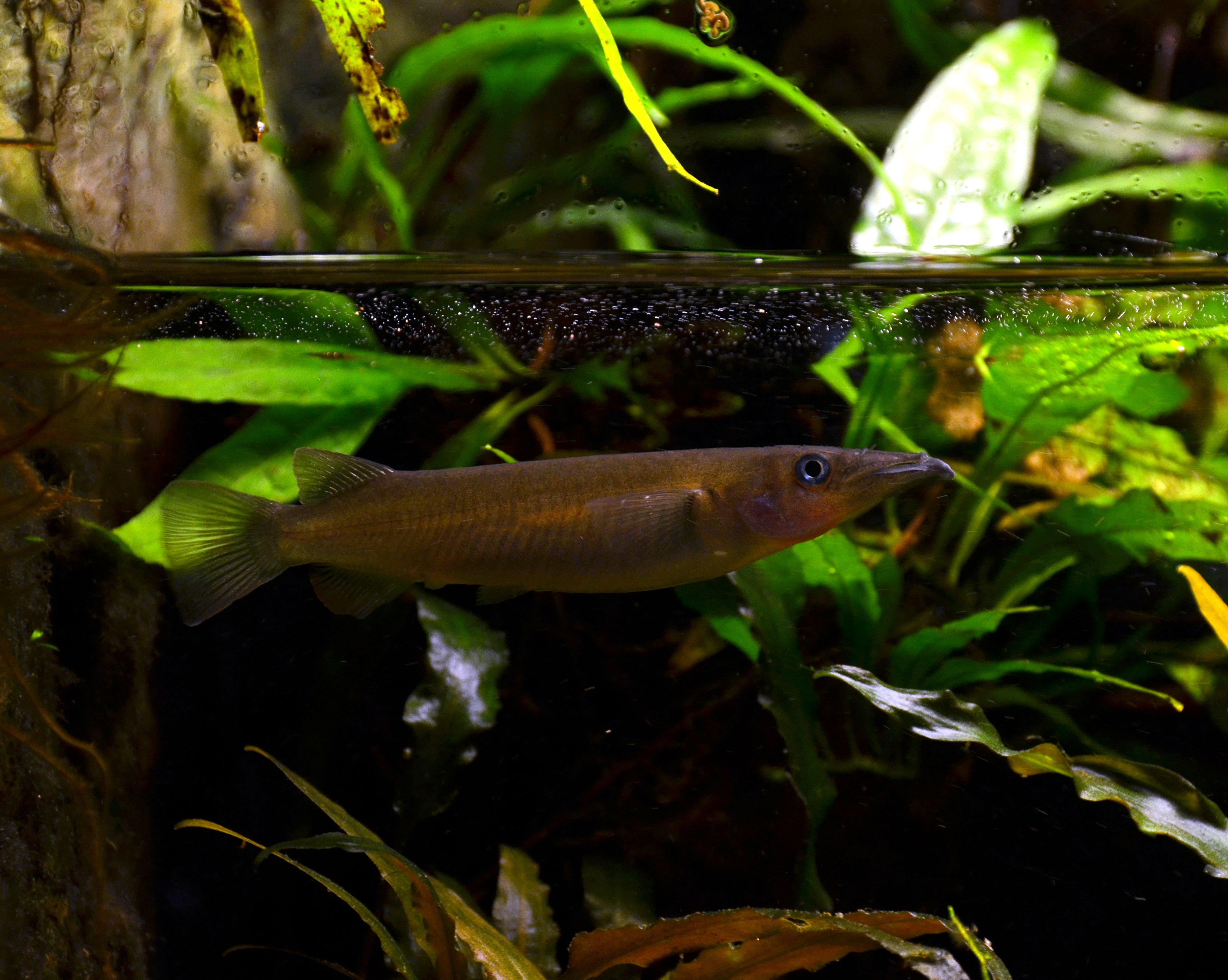
Polozobánka Liemova

    - Polozobánka Liemovadruh Nomorhamphus liemi Vogt, 1978 – polozobánka Liemova
    - druh Nomorhamphus manifesta Meisner, 2001 – polozobánka nápadná
    - druh Nomorhamphus megarrhamphus Brembach, 1982 – polozobánka velkorypá
    - druh Nomorhamphus pectoralis Fowler, 1934 – polozobánka ploutvatá
    - druh Nomorhamphus philippina Ladiges, 1972 – polozobánka cebuská
    - druh Nomorhamphus pinnimaculata Meisner, 2001 – polozobánka skvrnoploutvá
    - druh Nomorhamphus rex Huylebrouck, Hadiaty & Herder, 2012
    - druh Nomorhamphus rossi Meisner, 2001 – polozobánka Rossova
    - druh Nomorhamphus sagittarius Huylebrouck et al., 2014
    - druh Nomorhamphus towoetii Ladiges, 1972 – polozobánka towoetská
    - druh Nomorhamphus vivipara Peters, 1865 – polozobánka mindanajská
    - druh Nomorhamphus weberi Boulenger, 1897 – polozobánka Weberova

  - rod Oxyporhamphus Gill, 1864 – polozobánka
    - druh Oxyporhamphus convexus Weber & de Beaufort, 1922 – polozobánka vypouklá
    - druh Oxyporhamphus micropterus Valenciennes, 1847 – polozobánka maloploutvá

  - rod Rhynchorhamphus Fowler, 1928 – polozobánka
    - druh Rhynchorhamphus arabicus Parin & Shcherbachev, 1972 – polozobánka arabská
    - druh Rhynchorhamphus georgii Valenciennes, 1847 – polozobánka dlouhorypá
    - druh Rhynchorhamphus malabaricus Collette, 1976 – polozobánka malabarská
    - druh Rhynchorhamphus naga Collette, 1976 – polozobánka naga

  - rod Tondanichthys Collette, 1995 – polozobánka
    - druh Tondanichthys kottelati Collette, 1995 – polozobánka Kottelatova

  - rod Zenarchopterus Gill, 1864 – polozobánka
    - druh Zenarchopterus alleni Collette, 1982 – polozobánka Allenova
    - druh Zenarchopterus beauforti Mohr, 1926
    - druh Zenarchopterus buffonis Valenciennes, 1847 – polozobánka buffonská
    - druh Zenarchopterus caudovittatus Weber, 1907 – polozobánka ocasopruhá
    - druh Zenarchopterus clarus Mohr, 1926 – polozobánka thajská
    - druh Zenarchopterus dispar Valenciennes, 1847 – polozobánka závojová

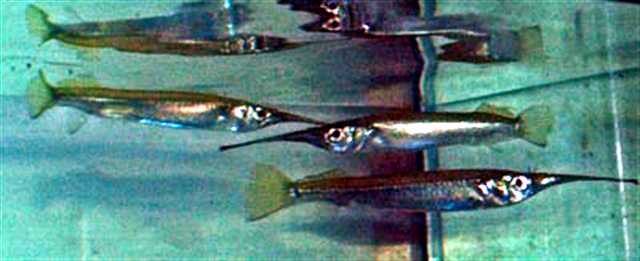
Polozobánka dunkerská

    - Polozobánka dunkerskádruh Zenarchopterus dunckeri Mohr, 1926 – polozobánka dunckerská
    - druh Zenarchopterus dux Seale, 1910 – polozobánka obrovská
    - druh Zenarchopterus ectuntio Hamilton, 1822 – polozobánka jávská
    - druh Zenarchopterus gilli Smith, 1945 – polozobánka živorodá
    - druh Zenarchopterus kampeni Weber, 1913 – polozobánka sepižská
    - druh Zenarchopterus novaeguineae Weber, 1913 – polozobánka novoguinejská
    - druh Zenarchopterus ornithocephala Collette, 1985 – polozobánka ptačí
    - druh Zenarchopterus pappenheimi Mohr, 1926 – polozobánka Pappenheimova
    - druh Zenarchopterus philippinus Peters, 1868 – polozobánka filipínská
    - druh Zenarchopterus quadrimaculatus Mohr, 1926 – polozobánka čtyřskvrnná
    - druh Zenarchopterus rasori Popta, 1912 – polozobánka sundská
    - druh Zenarchopterus robertsi Collette, 1982 – polozobánka Robertsova
    - druh Zenarchopterus striga Blyth, 1858 – polozobánka rvavá
    - druh Zenarchopterus xiphophorus Mohr, 1934 – polozobánka mečovitá

## Čeleď příbojovkovití
Říše: živočichové (Animalia); kmen: strunatci (Chordata); třída: paprskoploutví (Actinopterygii); řád: ostnoploutví (Perciformes).
- čeleď Embiotocidae Agassiz, 1853 – příbojovkovití[29]
  - rod Amphistichus Agassiz, 1854 – příbojovka
  - rod Brachyistius Gill, 1862
  - rod Cymatogaster Gibbons, 1854 – příbojovka
  - rod Ditrema Temminck & Schlegel, 1844
  - rod Embiotoca Agassiz, 1853
  - rod Hyperprosopon Gibbons, 1854
  - rod Hypsurus Agassiz, 1861
  - rod Hysterocarpus Gibbons, 1854
    - druh Hysterocarpus traskii Gibbons, 1854[30]Hysterocarpus traskii

  - rod Micrometrus Gibbons, 1854

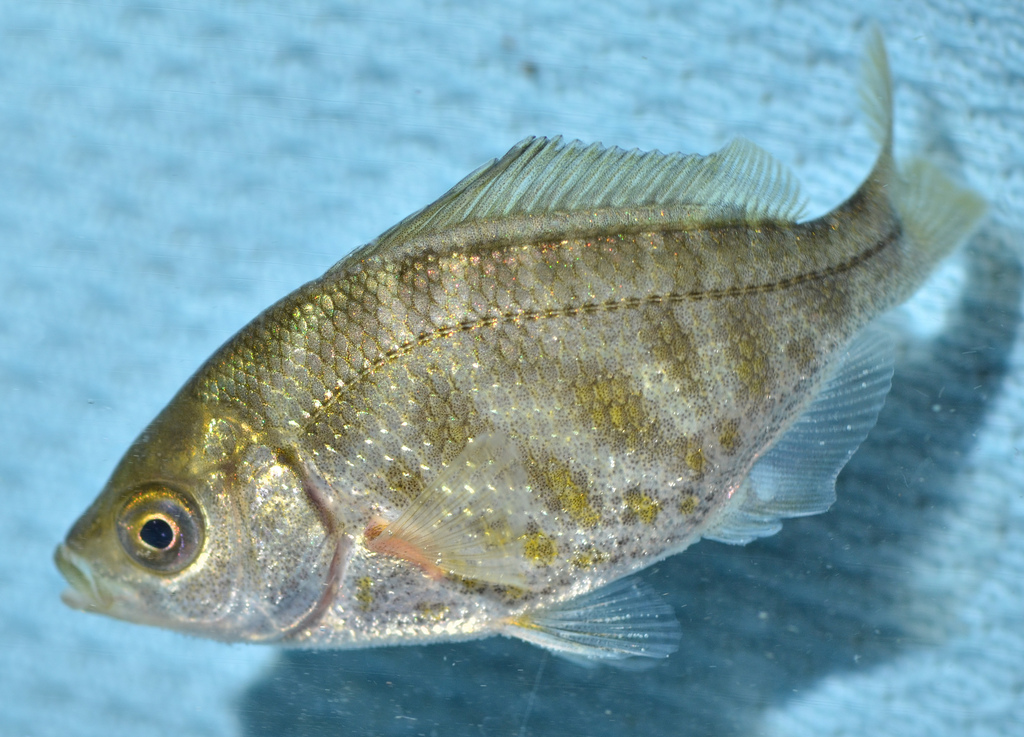
Hysterocarpus traskii

  - rod Neoditrema Steindachner & Döderlein, 1883
  - rod Phanerodon Girard, 1854
  - rod Rhacochilus Agassiz, 1854
  - rod Zalembius Jordan & Evermann, 1896